# 유럽기
유럽기는 유럽 연합(EU)과 유럽 평의회(CoE), 유럽을 상징하는 공식적인 기이다. 파란색 바탕 가운데에 하나의 원을 형성하고 있는 12개의 금색 별이 그려져 있다.
유럽기는 1955년에 고안되었으며 그 해 말에 유럽 평의회에 의해 유럽 전체를 상징하는 기로 공식 채택되었다. 유럽 평의회는 유럽의 여러 기구들에게 유럽기를 채택할 것을 촉구했고 1985년에는 유럽 공동체(EC)가 유럽기를 채택했다.
유럽 연합은 1993년에 설립 당시부터 유럽기를 계속 사용했는데 2009년 12월 1일(리스본 조약 발효일)을 기해 유럽 공동체의 후속 기구가 되었다. 유럽기는 1990년대 이후에 유럽 공동체에 의해 널리 사용되었지만 유럽 연합의 조약에서 공식적인 지위를 부여받은 적은 없다. 유럽기가 유럽 연합의 공식 상징으로 채택된 것은 2004년에 체결되었으나 2005년에 비준되지 못한 유럽 헌법의 일부로 계획되었다.
유럽기는 팀 유럽(Team Europe)이라는 이름으로 참가하는 유럽의 단일 스포츠 대표팀 뿐만 아니라 유럽의 다른 단체들도 사용한다.

## 디자인
유럽기는 파란색 바탕 가운데에 하나의 원을 형성하고 있는 12개의 금색 별이 그려진 디자인을 띠고 있다. 유럽 연합은 1996년에 제작된 간행물에서 유럽기의 디자인에 대해 "파란색 바탕 가운데에 하나의 원을 형성하고 있는 12개의 금색 별이 그려져 있는데 이들 별의 꼭짓점은 서로 만나지 않는다"라고 설명했다. 별들이 원을 형성하고 있는 디자인은 단결을 의미한다. 12는 정치적인 함축성이 없는 숫자로써 유럽의 문화와 전통에서 완전함과 완벽함을 의미하는 숫자이기도 하다.
| - 시계의 12시간 - 1년의 12달 - 황도대의 12개 별자리 - 예수의 12명의 사도 - 야곱의 12명의 아들 - 서양 음악에서 옥타브를 구성하는 12개의 반음 | - 크리스마스부터 주현절까지의 12일 - 수에토니우스의 황제전에 기록된 12명의 로마 황제 - 올림포스 12신 - 헤라클레스의 12과업 - 로마법의 12표법 - 서양 미술에서 색상환을 구성하는 12개의 색상 |

1955년에 유럽 평의회를 위해 디자인한 이 기는 1985년에 현재의 유럽 연합의 전신인 유럽 공동체에 의해 채택되었다. 유럽 연합에서는 공식적인 상징에 대한 설명에서 "서양 세계"에 대한 언급을 생략하고 있지만 유럽인들의 단결, 연대, 조화의 이상을 의미한다고 설명하고 있다. 유럽 평의회에서는 다음과 같은 문장을 통해 설명하고 있다.
서양 세계의 파란 하늘에 대하여 유럽의 시민들을 의미하는 별들이 하나의 원을 이루고 있다. 별의 개수는 12개로써 불변하는데 이 상징의 완전함과 완벽함을 나타낸다. (중략) 우주의 황도 12궁과 같은 12개의 금색 별은 유럽의 모든 시민을 나타낸다. 이는 아직 통합과 평화의 유럽을 만드는 데 참가하지 않은 사람들도 포함한다.
 — 1955년 12월 7일 ~ 12월 9일, 프랑스 파리, 유럽 평의회
그 외의 상징적인 해석들은 벨기에의 언론인인 폴 M. G. 레비가 제시한 설명에 따라 등장했다. 오각별은 많은 나라의 국기에서 사용되는 디자인으로서 열망과 교육을 상징한다. 또한 금색은 태양을 의미하는데 영광과 계몽을 상징하는 색으로 여겨진다.
별들이 원을 형성하고 있는 디자인은 북쪽왕관자리를 나타내는데 왕관과 정부의 안정으로 해석된다. 파란색 바탕은 하늘을 나타내는데 진리와 지성을 상징한다. 또한 파란색은 전통적으로 성모 마리아를 나타내기 위해 사용된 색이다. 성모 마리아와 바다의 별이 함께 등장하는 많은 그림에서 마리아는 원을 형성하고 있는 12개의 별 왕관을 쓰고 있다.

### 규격

유럽기의 규격

2004년에 유럽 평의회가 온라인 공간에 공개한 유럽기의 그래픽 규격에 따르면 유럽기는 직사각형 모양을 띠고 있고 가로세로비는 2:3이라고 명시되어 있다. 12개의 금색 오각별은 파란색 바탕 가운데에 있는 원(기의 세로폭 길이의 1/3인 반지름)을 중심으로 하는데 모든 별들은 똑바로 서 있고 시계 표면에 표시된 시간의 위치처럼 서로 떨어져 있다. 각 별의 지름은 기의 세로폭 높이의 1/9과 같다.
유럽기의 색은 1996년에 유럽 공동체에 의해 제정된 지침에 명시되어 있으며 유럽 평의회가 2004년에 제정한 지침에서도 명시되어 있다. 기의 바탕색인 파랑은 팬톤의 "리플렉스 블루"라고 정의하고 있으며 별의 색인 금색은 팬톤의 "옐로"(Yellow)라고 정의한다.
|      | 파랑                        | 금색          |
| ---- | --------------------------- | ------------- |
| 팬톤 | 리플렉스 블루 (Reflex Blue) | 옐로 (Yellow) |
| RGB  | #003399                     | #FFCC00       |
| CMYK | 100-80-0-0                  | 0-21-100-0    |

유럽 평의회의 2013년판 로고에는 다음과 같은 색이 사용되었다.
|      | 파랑        | 금색       |
| ---- | ----------- | ---------- |
| 팬톤 | PMS 287     | PMS 116    |
| RGB  | #1E448A     | #FDCB0B    |
| CMYK | 100-67-0-40 | 0-20-100-0 |

### 마리아에 관한 해석
1987년에 유럽 공동체에 의해 공식적인 기가 채택된 이후에 기의 설계에 대한 제안서를 제출한 디자이너 가운데 한 사람인 아르센 하이츠는 기에 대한 종교적인 영감을 제안했다. 그는 원을 형성하고 있는 별은 "12개의 별 왕관"을 쓰고 "복되신 성모 마리아"를 "묵시록의 여인"으로 보여주는 상징적인 전통에 따른 것이라고 주장했다.
하이츠는 기가 채택된 날인 1955년 12월 8일이 로마 가톨릭교회의 원죄 없이 잉태되신 동정 마리아 대축일과 관련이 있다고 주장했다. 하지만 당시 기의 디자인을 담당했던 레비 유럽 평의회 정보국장은 1989년에 공개된 성명에서 자신은 어떠한 종교적 의미도 알지 못했다고 주장했다.
레비는 1998년 2월 26일에 "마리아"와의 연관성에 대한 인식 뿐만 아니라 12개의 별로 구성된 원의 최종 디자인은 하이츠의 것이라는 사실도 부인했다. 레비는 "누가 그 기를 정말 디자인했는가?"라는 질문에 대해 이렇게 대답했다.
저는 기하학적인 디자인에 사용될 비율을 계산했습니다. 유럽 평의회 우편국 직원이었던 아르센 하이츠는 15개의 별이 그려진 디자인을 포함한 모든 종류의 제안을 했습니다. 하지만 하이츠는 너무 많은 디자인을 제출했어요. 하이츠는 유럽 통화의 구석에 15개의 별을 그려넣고 싶었습니다. 또한 하이츠는 여러 나라의 국기를 유럽 평의회의 기에 통합하기를 원했습니다.
카를로 쿠르티 잘디노(Carlo Curti Gialdino)는 2005년에 하이츠의 제안이 다양한 수의 별을 포함하고 있다는 취지의 설계 과정을 재현했으며 1955년 1월에 열린 차관 회의에서 나머지 2가지 후보 설계 가운데 하나로 12개의 별이 그려진 버전을 채택했다고 지적했다.
1998년에 있었던 레비의 인터뷰는 명백히 "마리아"와 관련된 일화의 새로운 변종을 낳았다. 1998년 8월에 독일의 디 벨트(Die Welt)에 게재된 기사는 레비 자신이 성모 마리아상을 지나갈 때에 "마리아" 요소를 도입하도록 영감을 받은 사람이라고 주장했다.
2000년 2월에 라 레종(La Raison)에 게재된 기사는 1956년 10월 21일에 유럽 평의회가 스트라스부르 대성당을 위한 스테인드 글라스 유리창을 기증한 사건에 관한 것이다. 프랑스 파리의 예술가인 막스 잉그랑(Max Ingrand)이 제작한 이 창문은 짙은 파란색 바탕에 원을 형성하고 있는 12개의 별 아래에 축복하는 마돈나를 보여준다. 마돈나의 전체적인 디자인은 스트라스부르 대성당에서 열린 마리아의 남자 회중(Congrégation Mariale des Hommes) 총회의 현수막에서 영감을 맏아 만들어졌는데 12개의 별은 신도들에 의해 숭배되던 대성당 내부의 동상 위에서 발견된다. 또한 12는 신도 평의회의 구성원 수이기도 하다. 알자스 지역 문화 사무소는 "막스 잉그랑의 유럽의 유리창"(Le vitrail de l'Europe de Max Ingrand)이라고 부르는 스테인드 글라스 유리창을 설명한다.

## 역사
12개의 별이 그려진 "유럽기"는 1950년에 고안되었고 1955년에 유럽 평의회에 의해 공식적으로 채택되었다. 1983년에는 유럽 의회에서도 같은 기가 채택되었다. 유럽 연합 정상회의는 1985년에 유럽기를 유럽의 공동체를 위한 "상징"으로 채택했다. 유럽기가 유럽의 공동체에서 갖는 지위는 1993년에 유럽 연합에 의해 계승되었다.
2005년에는 유럽 헌법을 통해 유럽기를 유럽 연합의 공식적인 기로 채택하자는 제안이 등장했다. 이 제안은 16개 회원국이 유럽기를 계속 사용하는 것을 지지하는 선언에 서명했음에도 불구하고 일부 회원국들의 반대로 인하여 무산되었다. 2007년에 제정된 리스본 조약에서 국가 지위를 나타내는 모든 상징에 대한 언급이 삭제되었다. 2008년 10월 8일에는 유럽 의회가 유럽기를 유럽 의회를 상징하는 공식적인 기로 지정하는 내용을 담은 안건을 찬성 503표, 반대 96표, 기권 15표로 채택했다.

### 이전의 기
현재의 기로 대체되기 이전까지 유럽의 많은 기관들에 의해 유럽을 대표할 다양한 기들이 만들어졌다. 첫 번째로 기를 도입한 주요 기관은 유럽 석탄 철강 공동체(ECSC)였다. 이 기관은 후에 유럽 공동체로 통합되어서 현재는 존재하지 않는다. 유럽 석탄 철강 공동체는 1952년에 처음 만든 기를 벨기에 브뤼셀에서 열린 1958년 세계 박람회에서 최초로 공개했다.
유럽 석탄 철강 공동체의 기에는 두 개의 줄무늬가 있었는데 위쪽은 파란색, 아래는 검은색으로 되어 있고 총 6개의 금색 별(1973년 이후부터 은색으로 바뀜)이 위아래에 각각 3개씩 위치해 있었다. 파란색은 철강을, 검은색은 석탄을 의미하고 6개의 별은 6개 회원국을 뜻하는 것이었다. 별의 숫자는 회원국의 증가와 함께 늘어났는데 1973년에는 9개, 1981년에는 10개, 1986년에는 12개였다. 파리 조약이 2002년을 기해 효력을 상실하자 유럽 석탄 철강 공동체의 기는 브뤼셀에 위치한 유럽 위원회에서 마지막으로 내려지게 되었고 이후에 유럽기로 대체되었다.
유럽 의회 또한 그들만의 고유의 기를 1973년부터 사용해왔는데 의회는 공식적으로 도입한 적은 없었다. 이 기는 1983년에 현재의 기를 도입하면서 사용이 중단되었다. 기는 노란색과 파란색을 사용하는 디자인은 동일하지만 유럽기처럼 별이 아니라 EP(유럽 의회의 영어 머리글자, European Parliament)와 PE(유럽 의회의 프랑스어 머리글자, Parlement européen)라는 알파벳이 쓰여져 있고 화환 모양의 고리로 둘러싸인 모습의 디자인으로 되어 있었다.

유럽 석탄 철강 공동체의 기 (1958년 ~ 1972년)
유럽 석탄 철강 공동체의 기 (1973년 ~ 1980년)
유럽 석탄 철강 공동체의 기 (1981년 ~ 1985년)
유럽 석탄 철강 공동체의 기 (1985년 ~ 2002년)
유럽 의회의 기 (1973년 ~ 1983년)

### 유럽 평의회와 유럽기

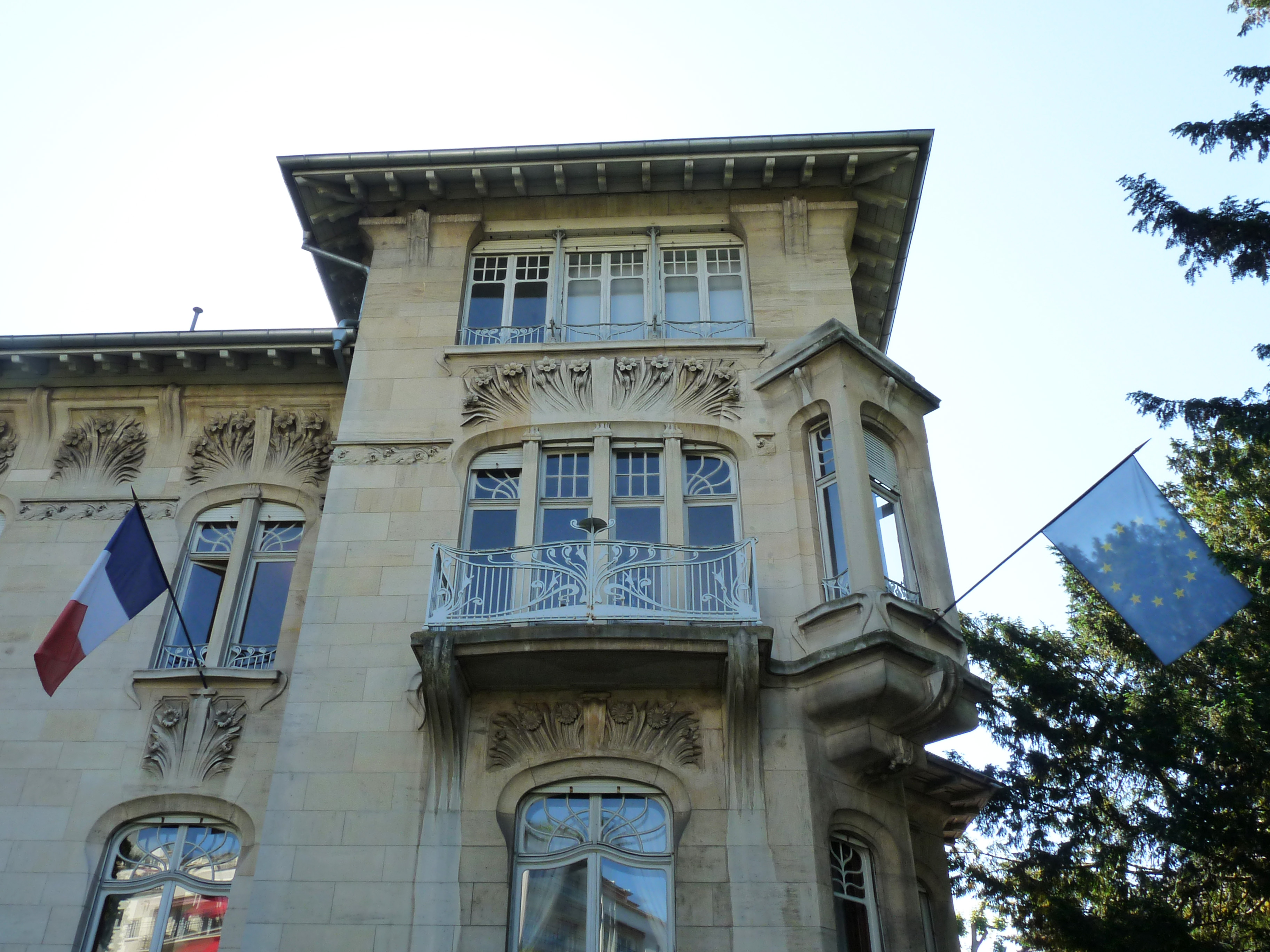
프랑스 스트라스부르에 위치한 빌라 슈첸베르제르(Villa Schutzenberger)에 내걸린 프랑스의 국기와 유럽기. 이 건물은 유럽 평의회 산하 유럽 시청각 관측소의 본부로 사용되고 있다. (2011년 촬영)

유럽 평의회는 1950년에 자신들의 상징을 채택하는 문제를 연구하기 위한 위원회를 설립했다. 이 과정에서 많은 제안들이 검토되었다.
채택되지 않은 제안 가운데 하나는 리하르트 니콜라우스 폰 코우덴호페칼레르기 백작이 설립한 국제 범유럽 연합의 기였는데 칼레르기가 설립한 유럽 의회 연합의 기로도 사용되었다. 이 기의 디자인은 파란색 바탕 가운데에 주황색 원이 그려져 있고 그 안에 빨간색 십자가 그려져 있었다. 칼레르기는 "유럽의 도덕적 통합의 위대한 상징"으로써 십자를 지키는 데에 매우 헌신적이었고 특히 적십자는 "전 세계가 기독교와 비기독교 국가들에 의해 국제적인 자선의 상징이자 인간애의 상징으로 인식되었다"고 밝혔다. 그러나 칼레르기가 무슬림의 반대를 극복하기 위해 십자가와 함께 초승달을 추가하자고 제안했음에도 불구하고 이슬람 세계 국가인 튀르키예(1949년에 유럽 평의회 회원국이 됨)가 종교적 연합을 연상시킨다고 지적하면서 거절했다.
다른 제안으로는 하얀색 바탕에 커다란 녹색 대문자 E가 그려진 유럽 운동(European Movement)의 기가 있었다. 올림픽기에서 영감을 받아 파란색 바탕에 8개의 은색 고리를 그려넣은 디자인이 있었지만 "다이얼", "체인", "숫자 0"과 유사하다는 지적을 받으면서 거절당했다. 그 외에 파란색 바탕에 커다란 노란색 별이 그려진 디자인도 있었는데 1830년대에 텍사스 공화국의 국기로 사용되었던 일명 "버넷의 기", 벨기에령 콩고(현재의 콩고 민주 공화국)의 기와 유사하다는 지적을 받으면서 거절당했다.
유럽 평의회는 기의 디자인을 2가지로 좁혔다. 1번째는 유럽 대학의 창시자인 살바도르 데 마다리아가가 제안한 디자인이었는데 파란색 바탕에 금색 별자리(각 회원국들의 수도의 위치에 따른 별, 유럽 평의회 본부가 위치한 프랑스 스트라스부르를 의미하는 커다란 별이 배치됨)가 그려져 있었다. 마다리아가는 유럽 여러 나라의 수도에서 자신의 기를 전파했고 그러한 개념은 인기를 얻었다. 2번째는 유럽 평의회 우편국에서 근무하고 수십 개의 디자인을 제출했던 하이츠의 디자인이었다. 디자인은 데 마다리아가와 비슷했지만 별자리가 아닌 별들이 원형으로 배치되어 있었다. 하이츠는 1987년에 자신이 마리아를 소재로 한 도상학에서 종종 등장하는 "묵시록의 여인"의 "12개의 별 왕관"에서 영감을 받았다고 주장했다.
유럽 평의회 자문회의는 1953년 9월 25일에 파란색 바탕에 원을 형성하고 있는 15개의 금색 별이 그려진 기를 유럽 평의회를 상징하는 기로 채택할 것을 권고했다. 이 과정에서 미래의 기에 대한 제안이 있었는데 그 제안은 별 하나에 각각의 회원국을 상징하고 이후의 회원국이 새로 가입하더라도 바꾸지 말아야 한다는 것이었다. 하지만 서독은 유럽 평의회의 15개 회원국 가운데 프랑스의 지배를 받고 있던 자르 보호령이 포함되어 있다는 점 때문에 반대했는데 회원국 자체가 별을 갖는 것은 해당 지역의 주권을 의미한다고 판단했기 때문이었다. 유럽 평의회 각료위원회는 기에 그려진 별들이 원을 형성하고 있어야 한다는 의견에 동의했지만 별의 수는 "완전함과 완벽함"을 의미하는 12개로 고정되어야 한다는 의견을 제시했다. 유럽 평의회 의회는 1955년 10월 25일에 해당 안건에 동의했고 레비가 새로운 기의 정확한 디자인을 제작했다. 1955년 12월 8일에 공식적인 유럽기가 채택되었고 1955년 12월 13일에 프랑스 파리에 위치한 라뮈에트성(Château de la Muette)에서 공개되었다.

채택되지 않은 제안들
칼레르기가 제안한 국제 범유럽 연합기 디자인
"8개의 고리" 디자인
"하나의 별" 디자인
마다리아가가 제안한 "별자리" 디자인
1953년에 유럽 평의회 자문회의가 채택한 15개의 별 디자인

유럽 평의회의 기를 위한 색과 상징에 관한 많은 양식적 제안들이 이루어졌다. 이러한 첫 번째 제안들은 1950년 1월 19일에 레비가 유럽 평의회 사무총장에게 보낸 편지에서 이루어졌다. 그는 몇 가지 이유로 기에 십자가가 들어가야 한다고 제안했다. 첫째, 십자가는 도로를 가로지르는 것을 상징하며 동쪽, 서쪽, 남쪽, 북쪽을 의미한다. 기독교의 상징인 십자가는 대부분의 유럽 평의회 회원국의 국기에 등장하며 유럽에서 가장 오래되고 가장 고귀한 상징이기도 하다. 그는 기의 색에 대하여 1947년 이후에 큰 의미를 지닌 유럽 운동의 상징 색인 하양과 녹색을 제안했다. 녹색은 희망을 의미했는데 흰색 바탕 위에 녹색 십자가는 아직 사용되지 않은 디자인이었다. 마지막으로 레비는 스트라스부르의 문장이 평의회가 어디에 위치하는지를 나타내는 중요한 요소이며 십자가의 중앙에 위치한다는 것은 유럽의 여러 도로가 만나는 지점이라는 것을 의미한다고 제안했다.
레비가 디자인에 관한 고려 사항을 제시한 이후에 범유럽 운동의 의장인 칼레르기는 1950년 7월 27일에 그러한 연합을 위한 기가 따라야 할 몇 가지 규칙을 담은 각서를 작성했다. 그가 말한 규칙은 다음과 같았다.
- 우리 공동의 문명의 상징이어야 한다.
- 유럽의 상징이 표현되어야 한다.
- 어떠한 국가적 경쟁도 야기해서는 안 된다.
- 전통을 나타내야 한다.
- 아름답고 품위가 있어야 한다.

이러한 성명이 발표된 이후에 칼레르기는 범유럽 운동의 기가 이러한 기준에 가장 적합한 기가 될 것이라고 제안했다.
1951년 7월 15일에는 유럽 평의회 자문회의가 유럽기에 대한 최종 각서를 제출하면서 다음과 같은 디자인을 제안했다.
- 십자가: 기독교, 유럽의 교차로를 상징하며 십자군 전쟁을 연상시킨다. 또한 절반이 넘는 여러 회원국들의 국기에 등장한다.
- 대문자 "E": 유럽 운동(European Movement)의 기에 사용되었다.
- 원을 형성하고 있는 하얀색 별: 유럽의 제2차 세계 대전 종전 시기이던 1944년부터 1945년 사이에 해방군 진영에서 사용되었다.
- 다양한 별: 각 별은 회원국을 나타내는데 하얀색 바탕에 녹색 별, 빨간색 바탕에 하얀색 별을 그려넣는다. 준회원국은 은색 별, 정회원국은 금색 별을 표시할 수 있다.
- 스트라스부르의 문장: 유럽 평의회 본부의 소재지를 의미한다.
- 태양: 희망의 여명을 의미한다.
- 삼각형: 유럽의 문화를 의미한다.

또한 다음과 같은 여러 가지 색상도 제안되었다.
- 다양한 색: 유럽기에는 회원국들의 국기를 구성하는 모든 색을 포함할 수 있다는 제안이 있었다.
- 녹색 및 흰색: 유럽 운동의 기에서 사용된 색이다.
- 하늘색: 평화와 중립을 상징하는 색이다. 그 외의 색은 이미 애도를 의미하는 검은색, 볼셰비즘을 의미하는 빨간색, 이슬람교를 의미하는 녹색과 같이 다른 정치 운동들에서 사용되었다.

유럽기는 파란색 바탕에 원을 형성하고 있는 12개의 금색 오각별을 그려넣는 디자인이 선택되었는데 아마도 범유럽기, 데 마다리아가의 제안, 하이츠의 제안과 같은 다른 디자인에서 영감을 받았을 것으로 추정된다.
| 기 | 날짜             | 디자이너                                       | 설명 | 출처                               |
| -- | ---------------- | ---------------------------------------------- | --- | ---------------------------------- |
|    | 1930년           | 불명                                           | 익명이 스케치한 유럽 합중국의 국기 디자인이다. | [ 50 ]                             |
|    | 1949년 8월 23일  | 카미유 마네 (Camille Manné)                    | 프랑스 스트라스부르의 시민인 카미유 마네가 제안한 유럽기 디자인은 유럽 여러 나라의 국기의 모든 색상을 통계적으로 분석하고 통합하면서 만들어졌다. 디자인은 파란색, 녹색, 노란색, 검은색을 띤 4개의 가로 줄무늬가 그려져 있고 깃대 쪽에 수평으로 나누어진 빨간색, 하얀색을 띤 삼각형이 그려져 있다. 빨간색, 하얀색은 스트라스부르를 상징하는 색이다.                                       | [ 51 ] [ 52 ] [ 53 ] [ 54 ] [ 55 ] |
|    | 1950년 6월 5일   | 코우덴호페칼레르기 (Coudenhove-Kalergi)        | 리하르트 니콜라우스 폰 코우덴호페칼레르기가 자크 카미유 파리(Jacques Camille Paris) 유럽 평의회 사무총장에게 범유럽 운동의 기를 사용할 것을 제안했다. | [ 56 ] [ 57 ]                      |
|    | 1951년 7월 15일  | 마르탱레비 (Martin-Levy)                       | 스트라스부르 박물관의 큐레이터 가운데 한 사람이자 사무총장인 마르탱레비는 하얀색 바탕에 녹색 십자가 그려져 있고 십자 가운데에 스트라스부르의 문장이 그려진 디자인을 제안했다. 십자는 스칸디나비아 십자를 띠고 있는데 깃대 쪽으로 약간 이동했다. | [ 44 ] [ 53 ] [ 54 ] [ 55 ]        |
|    | 1951년 7월 15일  | 코우덴호페칼레르기 (Coudenhove-Kalergi)        | 코우덴호페칼레르기는 하얀색 바탕에 좌우·상하 대칭인 빨간색 성 게오르기우스 십자가 그려진 디자인을 제안했다. | [ 53 ]                             |
|    | 1951년 7월 15일  | 슈바르첸베르크 후작 (Prince de Schwarzenberg)  | 슈바르첸베르크 후작은 빨간색 바탕에 좌우·상하 대칭인 노란색 성 게오르기우스 십자가 그려진 디자인을 제안하고 "최초의 유럽 상징"이라고 명명했다. 이 디자인은 기독교를 최초로 공인한 로마 제국의 콘스탄티누스 1세 황제 시대에 사용되었던 라바룸에서 유래되었다. | [ 53 ] [ 55 ]                      |
|    | 1951년 7월 15일  | 뤼시앵 필리프 (Lucien Philippe)                | 하얀색 바탕에 녹색 오각별 15개가 3줄씩 그려져 있다. | [ 53 ] [ 54 ] [ 55 ]               |
|    | 1951년 7월 15일  | 루이 위리옹 (Louis Wirion)                     | 룩셈부르크의 문장학자인 루이 위리옹은 마르탱레비의 제안을 바탕으로 한 디자인을 제안하면서 색 배치를 반대로 하는 한편 스트라스부르의 문장을 삭제했다. 하지만 위리옹은 가운데에 그려진 스트라스부르의 문장이 의회 청사에 게양된 기와 페넌트에만 사용되고 그 외의 모든 경우에서 생략된다면 하얀색 바탕에 녹색 십자를 남겨두어야 한다는 데에 동의했다.                                       | [ 53 ] [ 58 ]                      |
|    | 1951년 7월 15일  | 뇌이의 소미에 (Sommier of Neuilly)             | 프랑스 뇌이의 소미에는 유럽 운동의 기에 기초한 디자인을 제안했는데 하얀색 바탕에 그려져 있던 녹색 알파벳 E가 깃대 쪽에서 분리된 것이 특징이다. | [ 53 ]                             |
|    | 1951년 7월 15일  | 알빈 몬돈 (Alwin Mondon)                       | 독일 바트고데스베르크(Bad Godesberg)의 지도 제작자인 알빈 몬돈(Alwin Mondon)은 다양한 분야에서 문화를 상징하는 하얀색 삼각형이 그려진 디자인을 제안했다. | [ 53 ]                             |
|    | 1951년 7월 15일  | 비스바덴의 뮐러 (Muller of Wiesbaden)          | 독일 비스바덴의 뮐러는 빨간색 바탕에 "Europa"(유로파)라는 단어를 금색으로 표시한 문자가 새겨져 있고 금색 태양, 선서를 하는 하얀색 손이 함께 그려진 디자인을 제안했다. | [ 53 ] [ 54 ] [ 55 ]               |
|    | 1951년 7월 15일  | 아르미니스 (Harmignies)                        | 벨기에에 위치한 작은 마을인 아르미니스(Harmignies)는 "유럽의 교차로"라고 명명된 디자인을 제안했는데 하얀색 바탕에 그려진 녹색 알파벳 E 4개가 십자가를 형성하고 있다. | [ 53 ] [ 54 ] [ 55 ]               |
|    | 1951년 7월 15일  | 푸셰르 (Poucher)                               | 푸셰르는 미국의 국기와 색 배치가 반대인 연방기를 제안했다. 파란색과 하얀색 가로 줄무늬 13개가 그려져 있고 왼쪽 상단에 빨간색 사각형이 그려져 있다. 빨간색 사각형 안에는 15개의 금색별이 3줄씩 그려져 있다. | [ 53 ] [ 54 ] [ 55 ]               |
|    | 1951년 7월 15일  | H.C.                                           | H.C.는 위쪽에는 파란색 가로 줄무늬, 아래쪽에는 빨간색 가로 줄무늬가 그려진 기를 제안했는데 이는 유럽을 의미하는 "E"의 국제 신호기이기도 하다. 또한 파란색과 빨간색은 각각 우파와 좌파 진영이 일반적으로 채택한 색과도 일치한다. | [ 53 ] [ 54 ] [ 55 ]               |
|    | 1951년 9월 26일  | 코우덴호페칼레르기 (Coudenhove-Kalergi)        | 코우덴호페칼레르기가 제안했지만 나중에 구두로 자신의 제안을 철회할 의사를 밝힌 범유럽 운동의 기를 약간 변형시킨 디자인이다. | [ 54 ] [ 55 ]                      |
|    | 1951년 9월 26일  | J. E. 딜런 (J. E. Dylan)                       | J. E. 딜런은 1951년 1월에 자신의 편지를 통해 해방의 별이 그려진 기와 또다른 기를 제안했다. 또한 딜런은 파란색 배경을 사용한 2가지 디자인을 제안했다. 평의회는 녹색 바탕 가운데에 하얀색 테두리를 두른 빨간색 원 안에 해방의 별이 그려져 있고 왼쪽 상단 모서리에 스트라스부르의 문장을 그려진 기를 내걸었다. 원 안의 별은 1944년부터 1945년 사이에 해방군이 사용했던 휘장에서 유래되었다. | [ 54 ] [ 55 ] [ 59 ]               |
|    | 1951년 9월 26일  | 불명                                           | 루이 위리옹의 기 제안과 비슷한 디자인이지만 십자가는 대칭이다. 이 디자인은 하얀색 바탕에 그려진 녹색 십자가가 너무 쉽게 더럽혀질 것이라고 믿는 사람들에 의해 제안되었다. | [ 54 ] [ 55 ]                      |
|    | 1951년 9월 26일  | 불명                                           | 녹색 바탕에 하얀색 성 안드레아 십자가 그려져 있다. 십자는 유럽에서 가장 오래되고 인기 있는 상징이다. 특히 부르고뉴 십자는 "서부 대공국"의 상징으로 여겨졌다. | [ 54 ] [ 55 ]                      |
|    | 1951년 10월 15일 | 아르센 하이츠 (Arsène Heitz)                   | 아르센 하이츠는 서로마 제국의 카롤루스 1세 마그누스 황제가 자신의 대관식에서 교황 레오 3세로부터 받은 녹색 기를 바탕으로 한 디자인을 제안했는데 녹색 바탕에 노란색 테두리를 두른 빨간색 십자가 그려져 있다. 빨간색은 동족상잔의 유혈 사태를 의미하고 노란색은 교황과 기독교를 의미한다.                                                                                                  | [ 55 ] [ 60 ] [ 61 ]               |
|    | 1951년 10월 15일 | 아르센 하이츠 (Arsène Heitz)                   | 성 게오르기우스 십자를 깃대와 가깝게 스칸디나비아 십자로 약간 변형시킨 디자인이다. 아마도 코우덴호페칼레르기의 제안에서 영감을 얻거나 파생된 것이어서 잉글랜드의 국기를 모방한 것이 아닌 것으로 추정된다. | [ 54 ] [ 55 ] [ 61 ] [ 62 ]        |
|    | 1951년 12월 1일  | 살바도르 데 마다리아가 (Salvador de Madariaga) | 살바도르 데 마다리아가는 당시 회원국의 각 수도를 별과 함께 묘사하기로 결정했다. 더 큰 별은 스트라스부르를 묘사했다. 별들은 그들이 나라를 묘사한 대로 선택되었지만 국경이 필요하지 않았다. 또한 별들은 나침반이 가리키는 8가지 주요 방향을 묘사하는 8개의 모서리를 갖고 있었다. | [ 63 ]                             |
|    | 1952년 1월 5일   | 아르센 하이츠 (Arsène Heitz)                   | 카롤루스 1세의 기에서 유래된 녹색 기로써 금색 테두를 두른 빨간색 십자가 그려져 있다. 하이츠는 각 회원국이 기를 사용할 때에 십자 가운데에 자신들을 상징하는 문장을 삽입할 수 있다고 제안했다. | [ 62 ] [ 64 ]                      |
|    | 1952년 5월 12일  | 폴 레비 (Paul Levy)                            | 튀르키예가 범유럽기와 관련된 제안에 반대한 것은 적십자에서 나타나는 기독교와 관련된 상징이 있지만 이슬람교와 관련된 상징이 없었기 때문이다. 이에 따라 레비는 기에 그려진 태양의 상단 모서리 가운데 하나에 작은 초승달 하나를 추가할 것을 제안했다. | [ 65 ] [ 66 ] [ 67 ] [ 68 ]        |
|    | 1952년 11월 15일 | 아르센 하이츠 (Arsène Heitz)                   | 유럽 연합이 실제로 사용하는 기와 비슷해지기 시작한 유럽기 세트. 파란색 바탕에 있는 노란색 오각별들이 원을 형성하고 있는 모습을 보여준다. 하이츠는 1952년 1월에 있었던 제안과 마찬가지로 각 회원국이 자신의 국기를 디자인에 추가할 수 있다고 제안했다. | [ 62 ] [ 69 ]                      |
|    | 1952년 11월 15일 | 아르센 하이츠 (Arsène Heitz)                   | 유럽 연합이 실제로 사용하는 기와 비슷해지기 시작한 유럽기 세트. 파란색 바탕에 있는 노란색 오각별들이 원을 형성하고 있는 모습을 보여준다. 하이츠는 1952년 1월에 있었던 제안과 마찬가지로 각 회원국이 자신의 국기를 디자인에 추가할 수 있다고 제안했다. | [ 62 ] [ 70 ]                      |
|    | 1952년 11월 15일 | 아르센 하이츠 (Arsène Heitz)                   | 유럽 연합이 실제로 사용하는 기와 비슷해지기 시작한 유럽기 세트. 파란색 바탕에 있는 노란색 오각별들이 원을 형성하고 있는 모습을 보여준다. 하이츠는 1952년 1월에 있었던 제안과 마찬가지로 각 회원국이 자신의 국기를 디자인에 추가할 수 있다고 제안했다. | [ 62 ] [ 71 ]                      |
|    | 1953년 9월 25일  | 유럽 평의회 회원국                             | 하늘색 바탕에 연합을 의미하는 원을 형성하고 있는 15개의 금색 오각별이 그려져 있다. | [ 72 ] [ 73 ]                      |
|    | 1954년 11월 12일 | 아르센 하이츠 (Arsène Heitz)                   | 파란색 바탕 가운데에 빨간색 원이 그려져 있고 원 안에 노란색 팔각별이 그려져 있다. 디자인은 범유럽기에서 영감을 받은 것으로 추정되지만 노란색 십자 대신에 유럽 전체를 의미하는 나침도 모양이 추가되었다. | [ 62 ] [ 74 ]                      |
|    | 1954년 12월 25일 | 아르센 하이츠 (Arsène Heitz)                   | 파란색 바탕 가운데에 빨간색과 하얀색을 띤 팔각 나침도가 그려져 있다. 모든 회원국이 대표적이라고 느낄 수 있도록 선택을 유도한 것으로 판단된다. | [ 62 ] [ 75 ]                      |
|    | 1955년 9월 11일  | 아르센 하이츠 (Arsène Heitz)                   | 파란색 바탕에 2종류의 금색 오각별이 그려져 있다. 이 기는 현재의 기와 가장 유사한 기인데 15개 대신 12개의 금색 오각별이 있다. 가운데에 스트라스부르 또는 연합을 나타내는 별이 있다. | [ 62 ] [ 76 ]                      |
|    | 1955년 12월 9일  | 유럽 각료 위원회                               | 파란색 바탕에 원을 형성하고 있는 12개의 금색 오각별이 그려져 있다. | [ 77 ]                             |

### 유럽 연합과 유럽기

1985년 아돈니노(Adonnino) 보고서에서 제안된 유럽의 공동체를 위한 "기와 문장"

렘 쿨하스가 디자인한 "바코드기"

벨기에 브뤼셀에서 열린 1958년 세계 박람회에 유럽기가 등장한 이후에 유럽 평의회는 다른 유럽 기구들이 유럽의 단결을 상징하는 기를 채택하도록 로비를 진행했다. 유럽 의회는 유럽의 공동체에 의해 채택될 기를 찾는 데에 주도적으로 참여했다. 1979년에 실시된 첫 직선제 선거 이후에 유럽 의회에서 결의안 초안이 상정되었다. 이 결의안은 유럽 평의회의 기가 공동체의 기로 채택되어야 한다고 제안했고 1983년 4월 11일에 유럽 의회에서 채택되었다.
1984년 6월에 프랑스 퐁텐블로에서 열린 유럽 연합 정상회의는 시민과 세계에 유럽의 이미지와 정체성을 알리는 것이 중요하다고 강조했다. 유럽 위원회는 "아돈니노 위원회"(Adonnino Committee)라는 이름의 특별 위원회를 설립했다. 이탈리아 출신의 유럽 의회 의원인 피에트로 아돈니노(Pietro Adonnino)가 의장을 맡은 이 위원회는 "유럽 복권"을 조직하는 것에서부터 유럽 전역에 거주하는 외국인들을 위한 지역 투표권 도입을 위한 캠페인에 이르기까지 광범위한 제안을 포함한 실질적인 보고서를 제출했다. 위원회는 "공동체의 이미지와 정체성 강화"라는 머리말 아래 유럽 평의회의 기에 기초한 디자인을 추천하되 별의 원 중앙에 금색 알파벳 E를 추가한 기와 문장 도입을 제안했다. 1985년 6월 28일부터 6월 29일까지 이탈리아 밀라노에서 열린 유럽 연합 정상회의는 주로 아돈니노 위원회의 권고를 따랐다. 그러나 기의 채택은 국가의 주권을 나타내는 국기를 강하게 연상시켰고 일부 회원국(특히 영국)에서 매우 논란이 많았기 때문에 유럽 평의회의 "유럽기" 디자인은 "로고"라는 공식적인 지위를 가진 상태에서만 채택되었다. 이러한 절충안은 처음부터 널리 무시되었고 "로고"라는 지위를 부여하는 명시적인 언어에도 불구하고 "유럽 로고"는 처음부터 "공동체기" 또는 "유럽기"로 언급되었다.
유럽 공동체는 1986년부터 "문장"을 사실상의 기로 사용하기 시작했으며 1986년 5월 29일에 처음으로 베를레몽 빌딩(유럽 위원회 본부 청사) 밖에 게양되었다. 1992년에 체결된 마스트리흐트 조약에 따라 유럽 공동체를 대체하고 그 기능을 포괄하기 위해 설립된 유럽 연합은 유럽 공동체의 "로고"를 사실상 사용하고 있다. 기술적으로, 공식적으로 유럽 연합이 사용하는 "유럽기"는 "기"가 아니라 "직사각형 직물 조각에 재현할 수 있는 공동체의 '기' 또는 '문장'"으로 남아 있다.
1997년에 실시된 "중앙유럽·동유럽 유로바로미터"의 여론 조사는 당시 중앙유럽과 동유럽의 유럽 연합 가입 후보국에서 유럽 연합에 대한 대중의 인식 수준을 발견하기 위한 문단을 포함시켰다. 이 여론 조사는 인터뷰 대상자들에게 "유럽기 스티커"를 보여주었고 그것을 확인해 달라는 요청을 받았는데 유럽 연합, 유럽 공동체, 유럽 경제 공동체, 그리고 "일반적인 유럽"이 올바른 것으로 간주되었다. 인터뷰 대상자의 52%는 정답 가운데 하나를, 15%는 오답(북대서양 조약 기구(NATO)나 유엔(UN)과 같은 다른 기구의 이름을 답변함)을 답변했고 35%는 답변하지 않았다.
2002년에는 네덜란드의 건축가인 렘 쿨하스와 그가 속한 건축 설계 사무소인 OMA가 "바코드"라고 불리는 새로운 기를 디자인했다. 이 기는 당시 유럽 연합에 가입되어 있던 15개국의 국기 색을 수직 줄무늬로 표시했는데 유럽 집행위원회 위원장을 역임하고 있던 로마노 프로디의 요청에 따라 제작되었다. 또한 회원국의 수를 반영하여 수정이 가능했다. 이 기가 묘사하고자 하는 의도는 "각국의 고유하고 유일한 문화적 특성을 포함하여 다른 여러 나라의 공동 노력으로서의 유럽을 그리는 것"이었다. 이 기는 공식적으로 유럽 연합이나 어떤 기관에도 적용된 적이 없지만 2006년에 오스트리아가 유럽 연합 이사회 의장국으로 활동하던 당시의 로고로 사용된 바 있다. 이것은 처음에 제안했을 때보다 10개국의 색깔이 늘어난 것으로 쿨하스의 회사에서 업데이트되어 디자인되었다.
유럽 연합의 기가 문장으로써 갖는 공식적인 지위는 유럽 헌법의 일부로 공식화되었다. 그러나 제안된 유럽 헌법이 비준에 실패함에 따라 기를 포함한 모든 상징물에 대한 언급은 2009년에 발효된 리스본 조약에 포함되지 않았다. 대신 "기(파란색 바탕에 원을 형성하고 있는 12개의 금색 별이 그려진 기), 찬가(루트비히 판 베토벤의 교향곡 9번에 등장하는 환희의 송가에 기반한 유럽가), 표어(In varietate concordia, 라틴어로 "다양성 속의 통일"을 의미함), 유로(유럽 연합의 통화), 유럽의 날(매년 5월 9일)은 유럽 연합에 속한 사람들의 공동체 의식과 충성을 표현하는 상징으로 계속될 것이다."라는 16개 회원국(벨기에, 불가리아, 독일, 그리스, 스페인, 이탈리아, 키프로스, 리투아니아, 룩셈부르크, 헝가리, 몰타, 오스트리아, 포르투갈, 루마니아, 슬로베니아, 슬로바키아)의 별도 선언문이 리스본 조약의 최종판에는 포함되었다.
조약에서 기를 없애는 것에 대응하여 그러한 상징들을 포함시키는 것을 지지했던 유럽 의회는 의회 자체를 대신해서 이러한 상징들을 더 자주 사용하자는 제안을 지지했다. 독일 출신의 유럽 의회 의원이었던 요 라이넨(Jo Leinen)은 유럽 의회가 이들의 사용에 있어서 "아방가르드 역할"을 취해야 한다고 제안했다. 2008년 9월에는 유럽 의회 헌법 위원회가 "상징의 더 나은 활용"을 위해 기관의 절차 규칙에 대한 공식적인 변경을 제안했다. 특히 이 기는 반원형 건물 뿐만 아니라 모든 회의장과 모든 공식 행사에 사용된다. 이 제안은 2008년 10월 8일에 유럽 의회가 찬성 503표, 반대 96표, 기권 15표로 가결했다. 2015년에는 유럽 공동체의 유럽기 채택 30주년을 기념하는 2유로 기념주화가 유로존 소속 19개국에서 발행되었다.

## 사용

2013년에 제작된 유럽 평의회의 공식 로고

유럽 연합의 유기농 식품 인증 로고

### 유럽 평의회에서의 사용
유럽기는 원래 유럽 평의회가 디자인했고 유럽기의 저작권 또한 유럽 평의회가 갖고 있다. 따라서 유럽 평의회는 이론적으로 유럽 연합이 이 기를 사용하는 것을 제한할 수 있다. 그러나 유럽 평의회는 유럽 공동체에서 이 기를 사용하는 것에 동의했고 다른 지역 기관에서의 사용 역시 활성화시켰다. 현재 유럽 평의회는 유럽 연합 산하 유럽 위원회와 함께 이 상징의 사용이 기의 잘못된 사용을 막는 수단으로서 기의 존엄성을 존중한다는 것에 대한 약속의 책임을 공유하고 있다. 유럽 평의회와 유럽 연합에서는 개인 또는 단체가 대중으로부터 유럽 평의회 또는 유럽 연합 산하 기관·사무소와 관련이 있다고 잘못 판단할 소지가 있는 경우, 해당 기구의 지원·후원·승인·동의를 통해 이익을 얻는다고 잘못 판단할 소지가 있는 경우, 유럽 평의회 또는 유럽 연합의 가치·목표·원칙과 양립할 수 없는 목적·활동과 관련이 있는 경우를 제외하고는 비영리적 또는 상업적 용도에 관계 없이 사용을 허용하고 있다.
2010년대에 유럽기와 유럽 연합 간의 연관성이 강해지면서 유럽 평의회는 2013년에 "혼동을 피하기 위한 차원에서" 새로운 디자인을 가진 공식적인 로고를 제작했다. 새 로고의 디자인은 파란색 바탕에 원을 형성하고 있는 12개의 금색 별을 뒤덮고 있는 하얀색 소문자 "e"가 그려진 모습을 띠고 있다.

### 유럽 연합에서의 사용
유럽 연합의 문장 또는 "유럽 연합기"는 유로 지폐에 그려져 있다. 유로 주화에는 나라마다 서로 다른 앞면 디자인, 공통적인 뒷면 디자인 모두 원을 형성하고 있는 12개의 별이 그려져 있다. 유럽기는 유럽 연합에서 발행한 운전면허증, 차량 번호판에도 표시되어 있다. 2003년에는 유럽 연합 회원국의 국기에 유럽 연합의 문장을 추가하자는 제안이 있었지만 2004년에 유럽 의회에서 부결되었다.
유럽 연합 회원국들의 외교 공관에서는 자국의 국기와 유럽 연합기를 함께 게양한다. 독일의 루프트한자와 같은 일부 회원국의 국책 항공사는 항공기 등록 코드의 일부로서 항공기에 국기와 함께 유럽 연합기를 부착하는 경우가 있지만 이는 유럽 연합이 위임한 지침이 아니다.
유럽 연합과 산하 기구, 단체들이 사용하는 로고에는 유럽 연합의 문장 디자인과 색상에서 파생된 경우가 많다. 유럽 연합의 유기농 식품 인증 로고에는 녹색 바탕에 나뭇잎 모양을 형성하고 있는 12개의 하얀색 별이 그려져 있다. 유럽 방송 연맹의 옛 로고에는 파란색 바탕에 그려진 12개의 별에 여러 나라를 연결하는 광선 빔을 추가했다.
유럽 연합기는 보통 유럽 연합 이사회의 의장국을 맡은 나라의 정부 청사에서 게양된다. 2009년에는 체코의 바츨라프 클라우스 대통령이 유럽회의주의 성향 때문에 자신의 관저인 프라하성에서 유럽 연합기를 게양하는 것을 거부했는데 그린피스는 프라하성에서 유럽 연합기를 보여주고 건물에서 직접 게양하려고 시도했다.
매년 5월 9일에 열리는 유럽의 날 기념 행사에서 기를 게양하는 행동은 흔하다. 2008년에는 독일 베를린에서 유럽의 날을 기념하기 위한 차원에서 유럽 연합기가 처음으로 국가의회 의사당에 게양되었다.

#### 군사적 목적의 사용
유럽기는 유럽 연합군 또는 유럽 연합의 군사 작전에도 사용된다. 유럽 연합 어업 시찰단에서는 별도의 기를 사용하고 있는데 유럽 연합의 배타적 경제 수역에서의 어업 시찰선에 게양된다. 삼각형 모양을 띤 페넌트 형식의 이 기는 파란색과 노란색이 1/4로 나뉘어 있다. 이 기는 1987년 5월 20일에 제정된 유럽 경제 공동체(EEC) 규정 제1382/87호에 따라 도입되었다. 이 페넌트를 제외하고 유럽 연합에서 사용하는 또다른 변형이나 대안적인 기는 없다.

#### 의전 행사에서의 사용
유럽 연합 정상회의 상임의장이 주관하는 모든 공식적인 행사에서는 유럽기가 필수적으로 사용되고 때로는 유럽 연합(EU) 회원국과 비EU 국가의 정상 회의장에서도 사용된다. 이 경우에는 유럽기가 각국의 국기와 함께 세 번째로 놓인다. 몇몇 회원국들은 또한 자기만의 규칙을 갖고 있는데 이탈리아의 경우에는 2000년에 제정된 법률(이탈리아 법률 제22/1998호, 이탈리아 대통령령 제121/2000호)에 따라 공공 기관의 건물에서는 이탈리아의 국기와 함께 유럽기를 필수적으로 게양해야 한다고 명시되어 있다. 유럽기는 공적인 용도 이외에 유럽주의의 가치와 맞지 않을 경우에는 사용되지 않는다.
국가 차원의 관례나 의전 행사에서는 보통 자국의 국기가 유럽기보다 우선하도록 요구한다(보통 유럽기는 보는 입장에서 자국의 국기의 오른쪽에 놓인다). 이 경우 유럽기는 제일 선두에 있거나 아니면 기들의 가장 오른쪽에 위치하게 된다. 독일의 경우에는 1996년에 제정된 연방기에 관한 규정은 독일의 국기에만 해당되는 내용이지만 일부 주에서는 2001년에 제정된 바이에른주의 기 규정과 같이 유럽기에 대한 추가 조항을 제정했다. 이 규정은 유럽의 날을 제외하고 유럽기가 연방기(독일의 국기), 주기에 이어 3번째로 우선하도록 규정하고 있다.
대부분의 회원국에서 유럽 연합기의 사용은 "사실상" 법률의 규제를 받지 않기 때문에 "즉각적인" 수정의 대상이 된다. 2014년 11월에는 헝가리 국민의회 의원이 헝가리 국회의사당 4층 창문에서 2개의 유럽 연합기를 "비방한" 사건이 일어나자 쾨베르 라슬로 국민의회 의장이 국회의사당에서 유럽 연합기를 철거하라고 명령했다. 2015년 11월에는 폴란드에서 새로 선출된 베아타 시드워 총리가 정부의 기자회견에서 유럽 연합기를 철거했다.

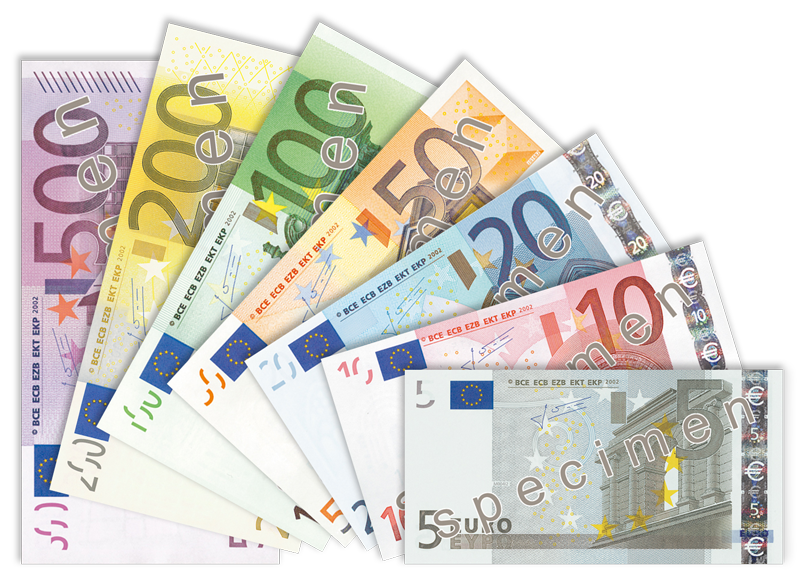
2002년에 발행된 유로 지폐 앞면 왼쪽 상단에 유럽 연합기가 그려져 있다.
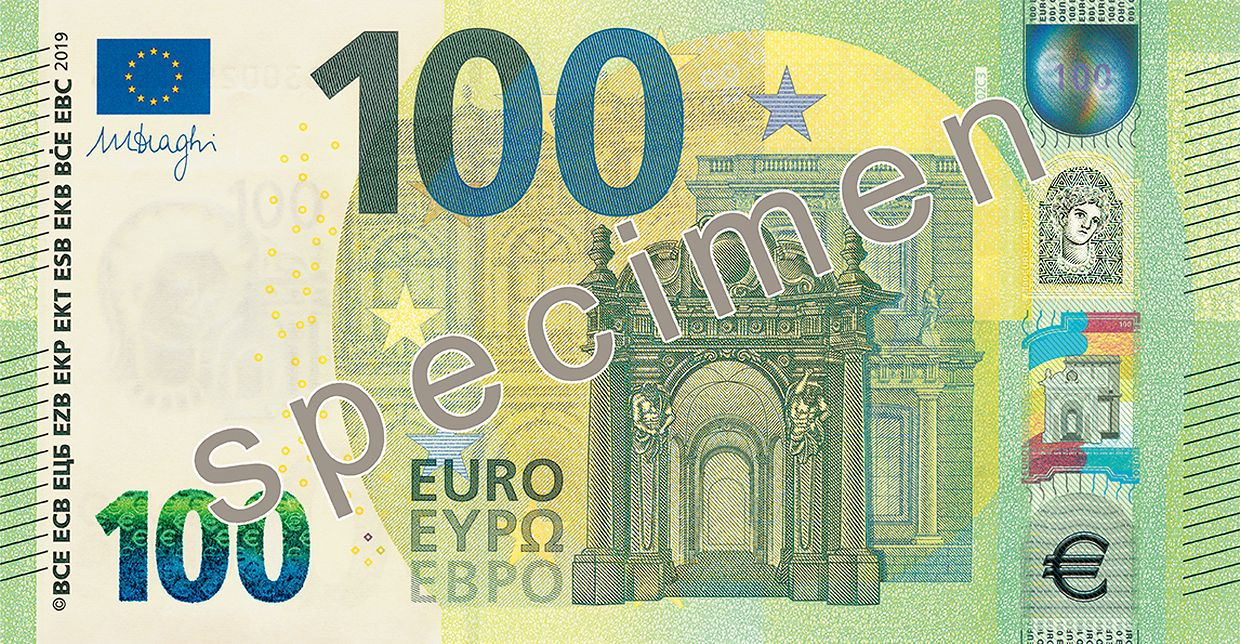
2018년에 발행된 100유로 지폐 앞면 왼쪽 상단에 유럽 연합기가 그려져 있다.
유럽 중앙 은행의 로고.
유럽 연합 소속 어업 시찰선에서 사용하는 페넌트 형식의 기.
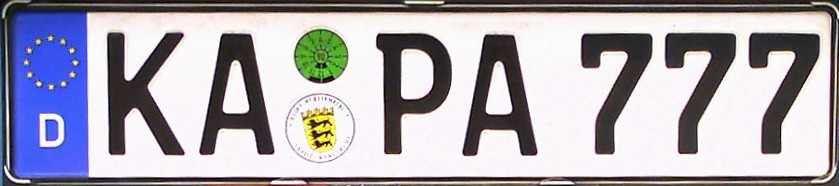
유럽 연합은 차량 번호판과 같은 다양한 방법을 통해 문장을 사용한다. 사진에 표시된 D는 독일(Deutschland)을 나타낸다.
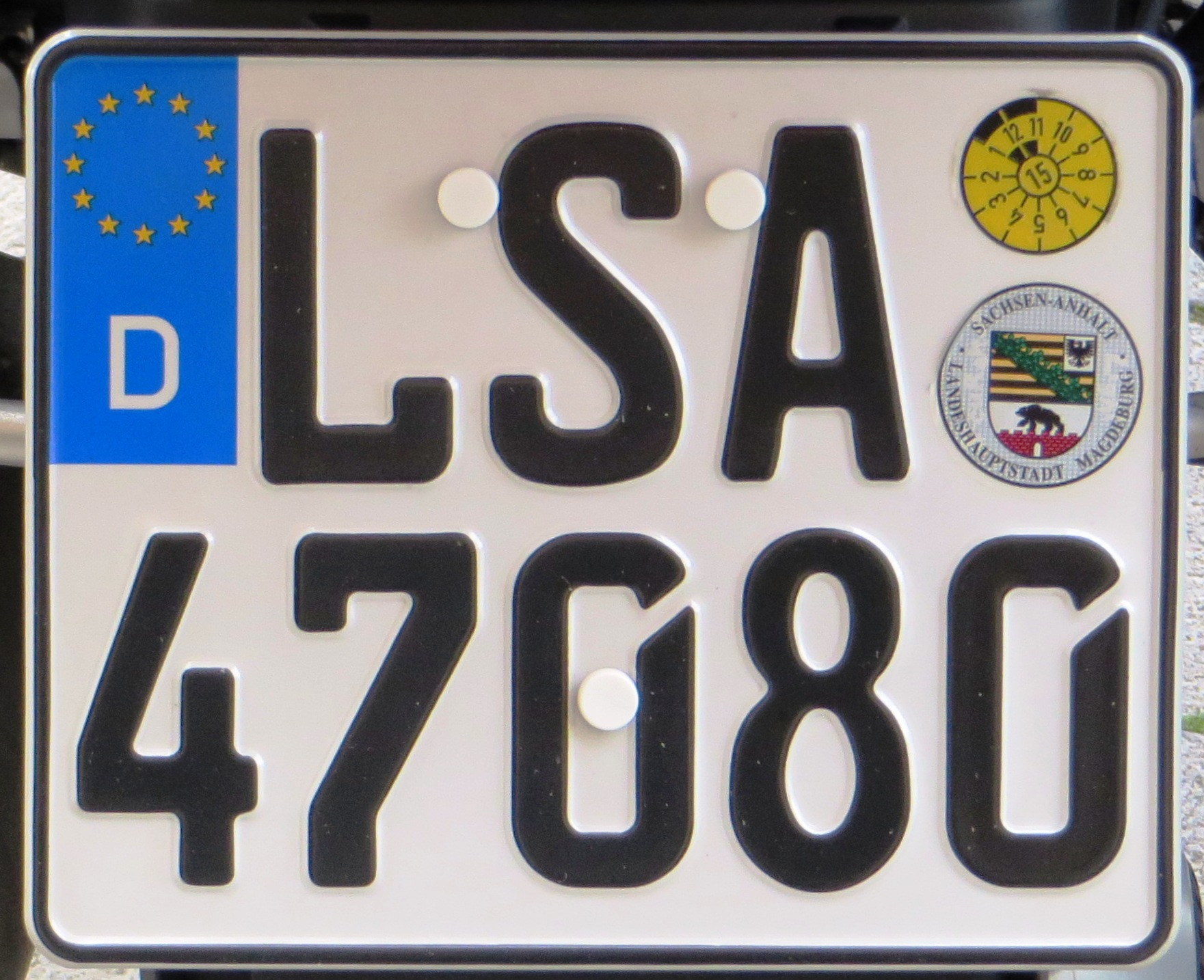
유럽 연합은 차량 번호판과 같은 다양한 방법을 통해 문장을 사용한다. 사진에 표시된 D는 독일(Deutschland)을 나타낸다.
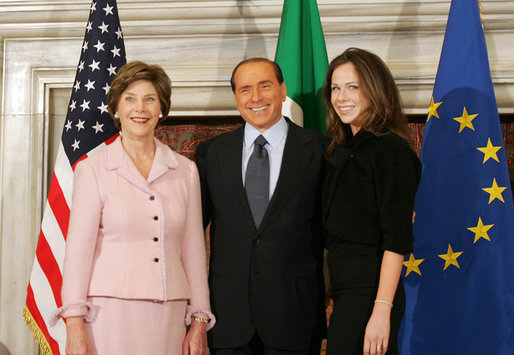
2006년 2월 9일에 이탈리아의 실비오 베를루스코니 총리가 이탈리아 로마를 방문한 미국의 조지 W. 부시 대통령의 영부인인 로라 부시 모녀를 영접하고 있는 모습. 이탈리아에서는 국가 차원의 의전 행사 또는 공공 기관의 건물에서 이탈리아의 국기와 유럽 연합기를 함께 전시한다.
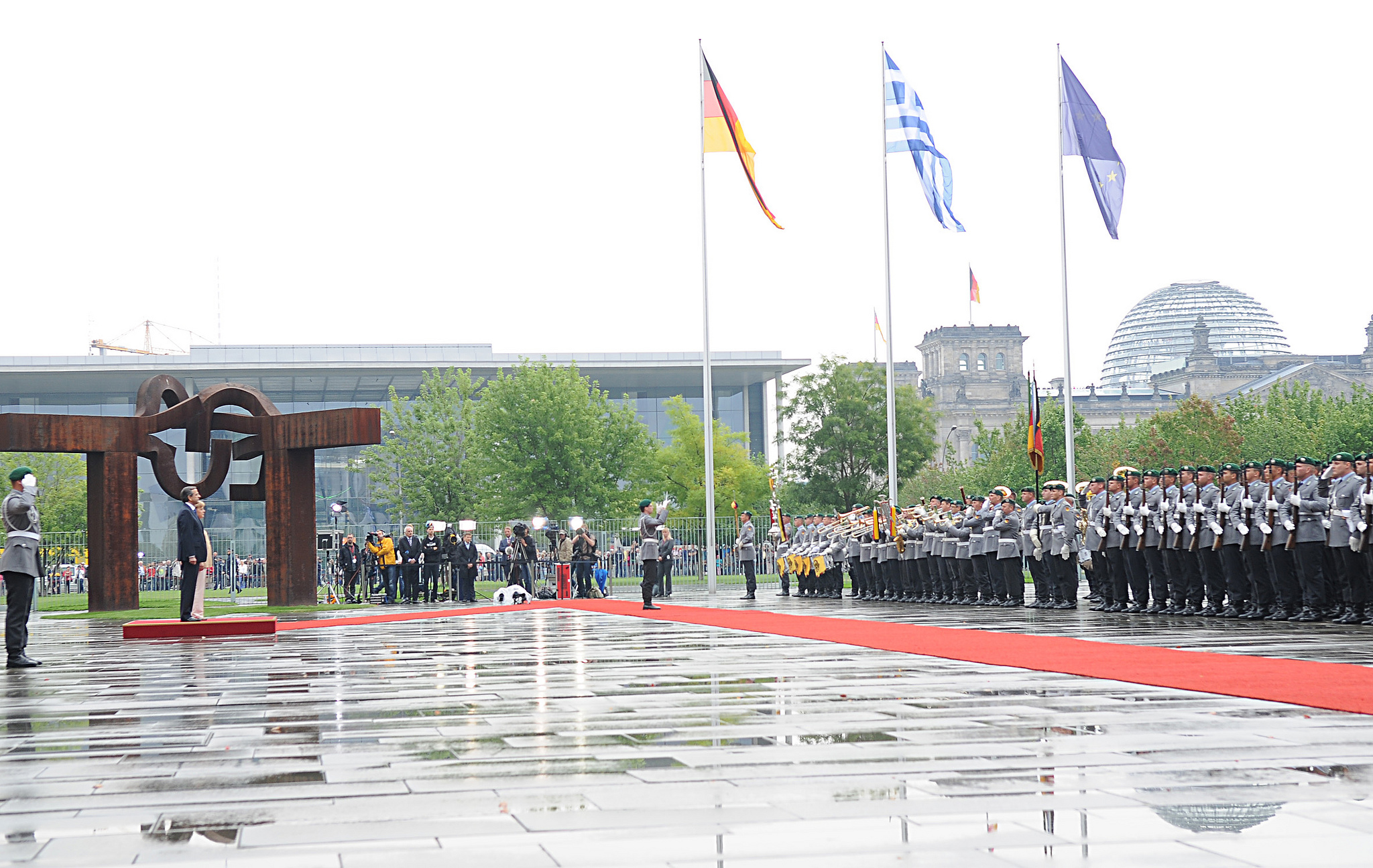
2012년 8월 24일에 독일을 국빈 방문한 그리스의 안토니스 사마라스 총리가 독일 베를린에서 의전 서열을 받는 모습. 연방 총리실 청사에는 왼쪽부터 차례대로 독일의 국기, 그리스의 국기, 유럽 연합기가 게양되어 있다.
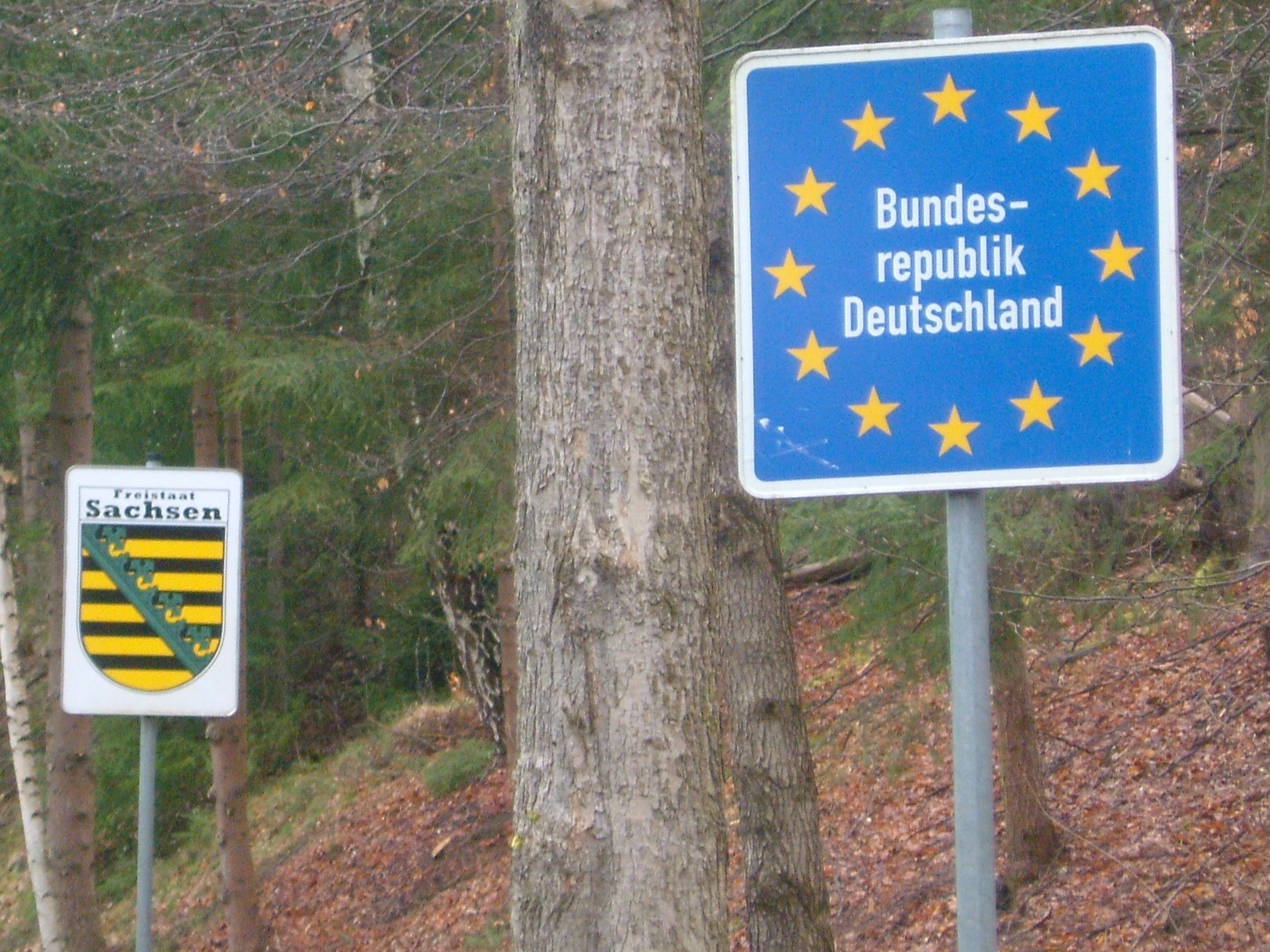
독일 국경을 알리는 표지판.

### 정치적 상징으로서의 유럽기
유럽기는 1990년대 후반이나 2000년대 초반부터 유럽 통합 지지 진영에 의해 널리 사용되어 왔는데 종종 유럽의 날인 5월 9일에 널리 등장한다. 유럽 연합 밖에서는 2000년대에 일어난 여러 "색깔 혁명"의 맥락에서 사용되었다. 벨라루스에서는 2004년부터 2006년까지 일어난 반정부 시위 과정에서 유럽기가 공식적인 사용이 금지된 옛 벨라루스의 국기(백적백기) 및 야권 진영의 기와 함께 시위 행진에 사용되었다. 2007년에 벨라루스의 야권 진영이 민스크에서 주최한 친유럽 연합(EU) 행진에서도 유럽기가 널리 사용되었다. 몰도바에서도 친유럽 연합 진영이 주최한 시위에서 유럽기가 사용되었다.
조지아에서는 미하일 사카슈빌리 대통령이 취임한 이후에 대부분의 정부 청사에 유럽기가 게양되었다. 사카슈빌리는 2004년에 있었던 대통령 취임식에서 "유럽기는 조지아의 국기만큼 우리의 문명, 우리의 문화, 역사와 관점의 본질 그리고 조지아의 미래에 대한 우리의 비전을 구현하고 있습니다."라고 전했다. 세르비아에서는 2008년 총선거를 앞둔 상황에서 친서방 성향의 유권자들이 유럽기를 널리 사용했다.
우크라이나에서 유럽기는 2010년대, 특히 유로마이단 이후에 유럽 통합의 상징으로 여겨졌다. 우크라이나는 유럽 연합 회원국은 아니지만 유럽 평의회 회원국이다. 우크라이나의 내각, 총리, 외무부에서는 공식 회의에서 유럽기를 사용한다. 2013년 우크라이나에서 일어난 유로마이단 시위 뿐만 아니라 2016년 영국 유럽 연합 회원국 국민투표에서 영국의 유럽 연합 잔류 지지 진영이 주최한 집회에서도 유럽기가 등장했다.
유럽기는 유럽회의주의 진영에서 유럽 연합(EU)의 정책과 팽창주의의 상징으로 여겨진다. 2001년 마케도니아 공화국 분란에서는 마케도니아(현재의 북마케도니아)의 시위대가 유럽 연합의 개입에 항의하는 표시로 "유럽 연합기"를 불태웠다. 2005년에는 덴마크에서 일어난 윌란스 포스텐 무함마드 만평 논란을 계기로 이슬람 세계의 시위대가 이에 항의하는 표시로 덴마크의 국기, 유럽 연합기를 불태웠다. 2012년에는 그리스 국가 부채 위기와 관련된 시위대가 유럽 연합기를 불태우면서 "유럽 연합(EU)을 몰아내자"라는 구호를 외쳤다.

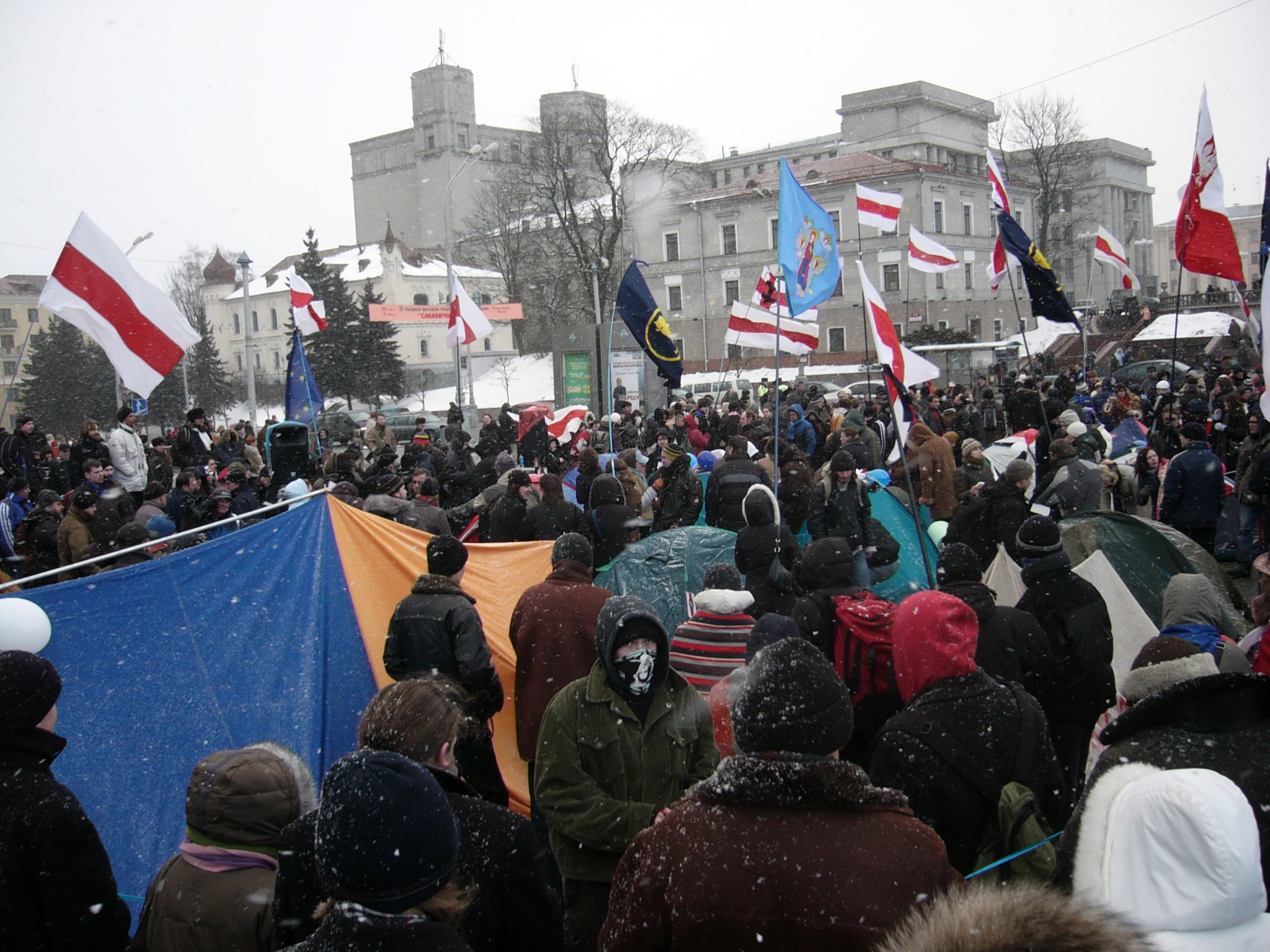
2006년 3월에 벨라루스의 야권 진영이 대통령 선거 결과에 항의하기 위하여 민스크에서 주최한 시위 현장에 등장한 벨라루스의 옛 국기와 유럽기.
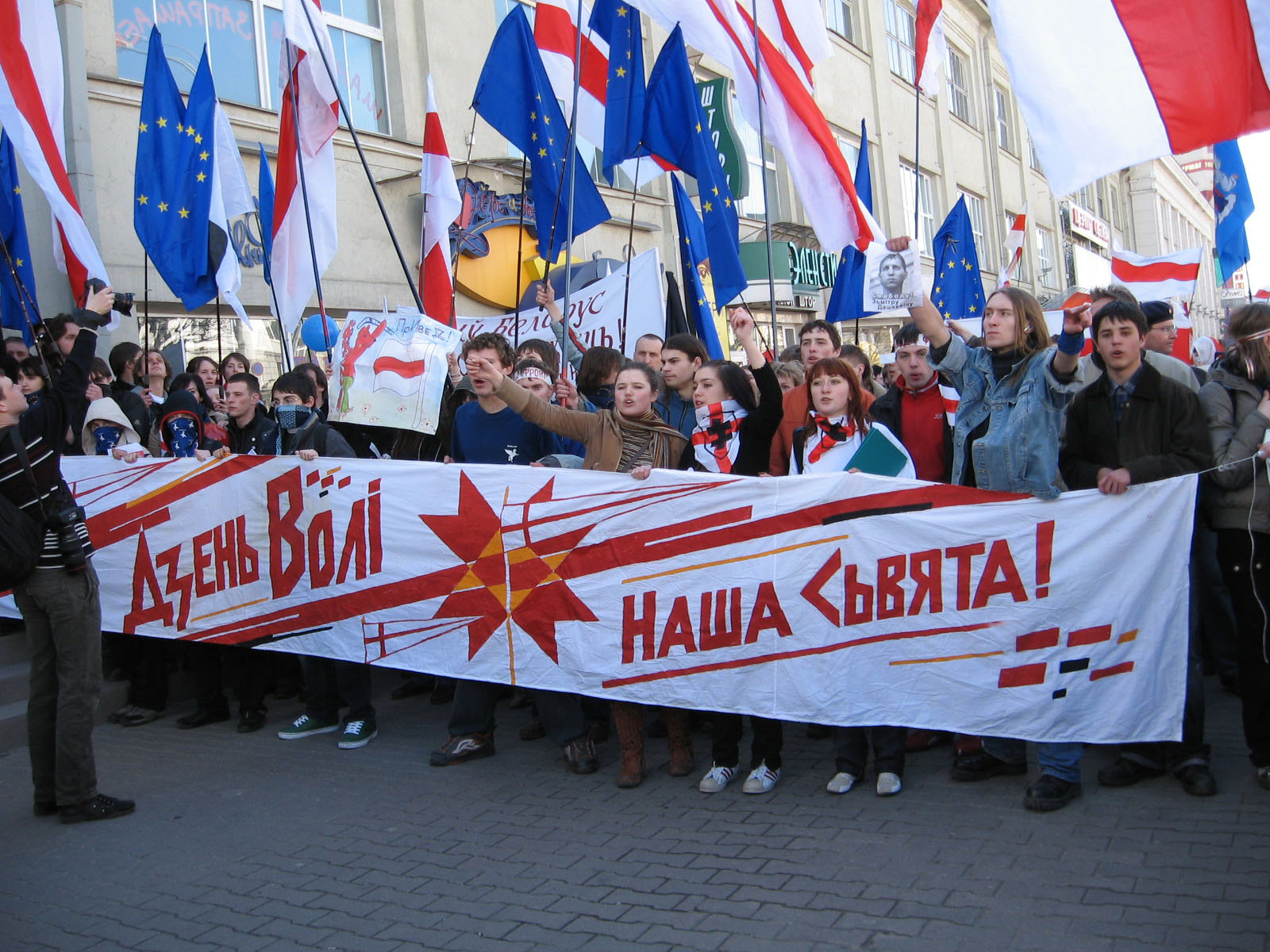
2007년 3월 25일에 벨라루스의 야권 진영이 민스크에서 주최한 자유의 날 집회에 등장한 벨라루스의 옛 국기와 유럽기.
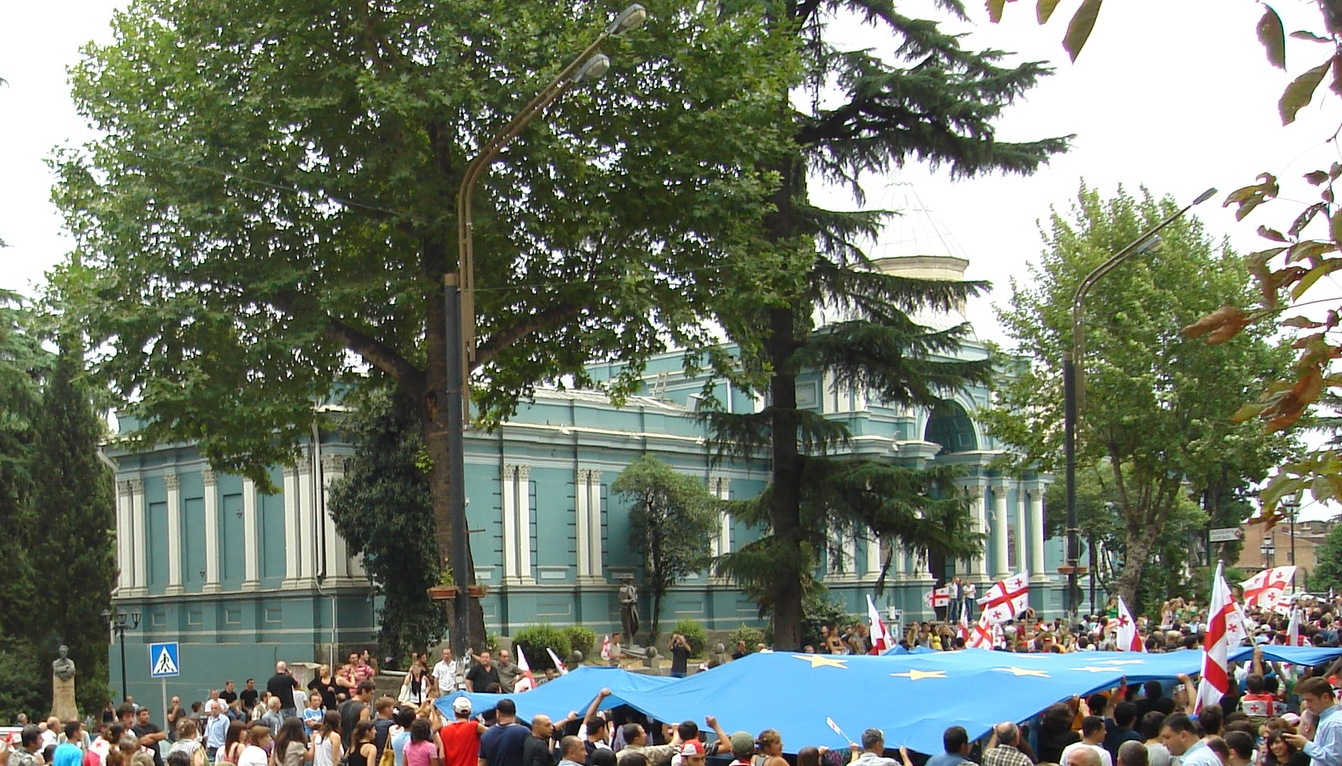
2008년 9월에 2008년 남오세티야 전쟁 과정에서 일어난 러시아 군대의 조지아 침공에 항의하기 위하여 트빌리시에서 주최한 시위 현장에 등장한 조지아의 국기와 유럽기.
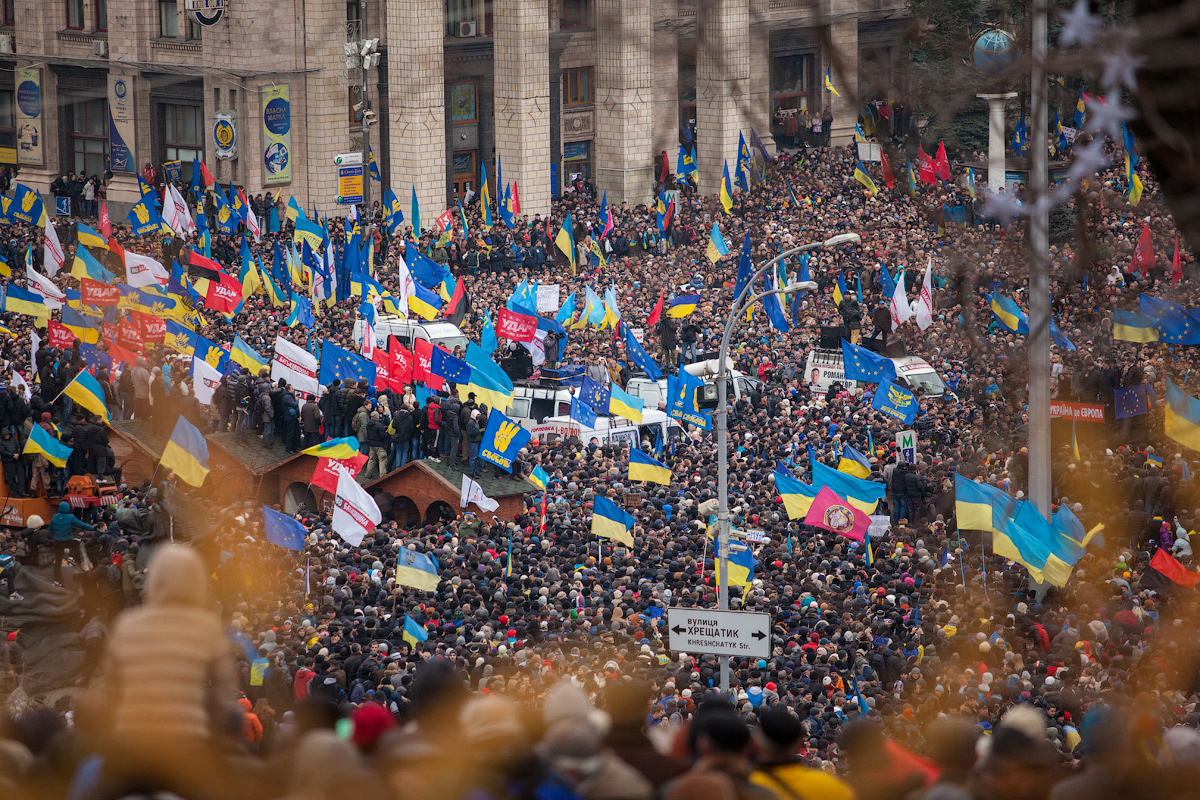
2013년 12월에 우크라이나 키이우에서 일어난 시위 현장에 등장한 우크라이나의 국기와 유럽기.
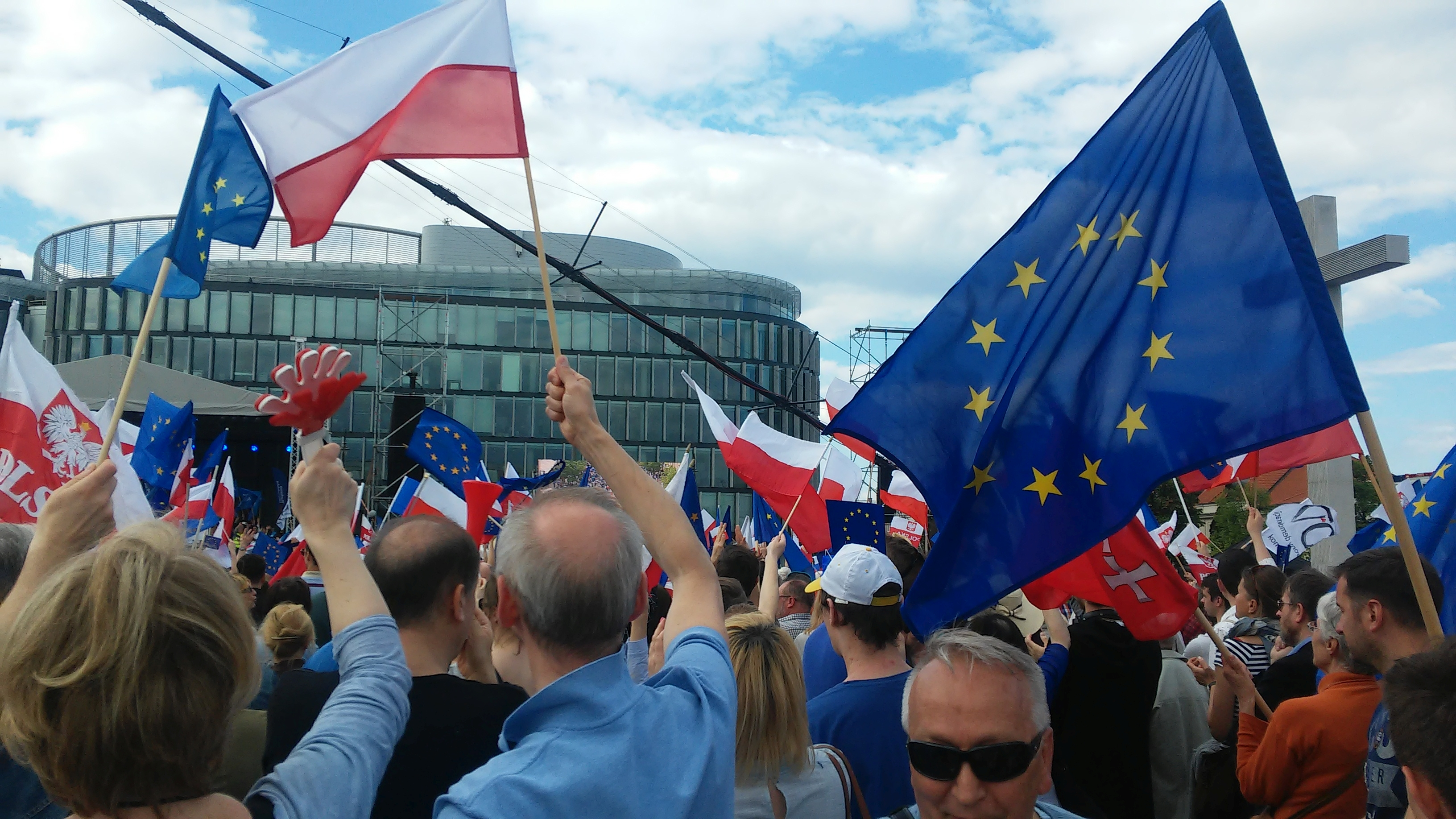
2016년 5월에 폴란드의 정치 단체인 민주주의 방어 위원회가 여당인 법과 정의의 정책에 항의하기 위하여 바르샤바에서 주최한 시위 현장에 등장한 폴란드의 국기와 유럽기.
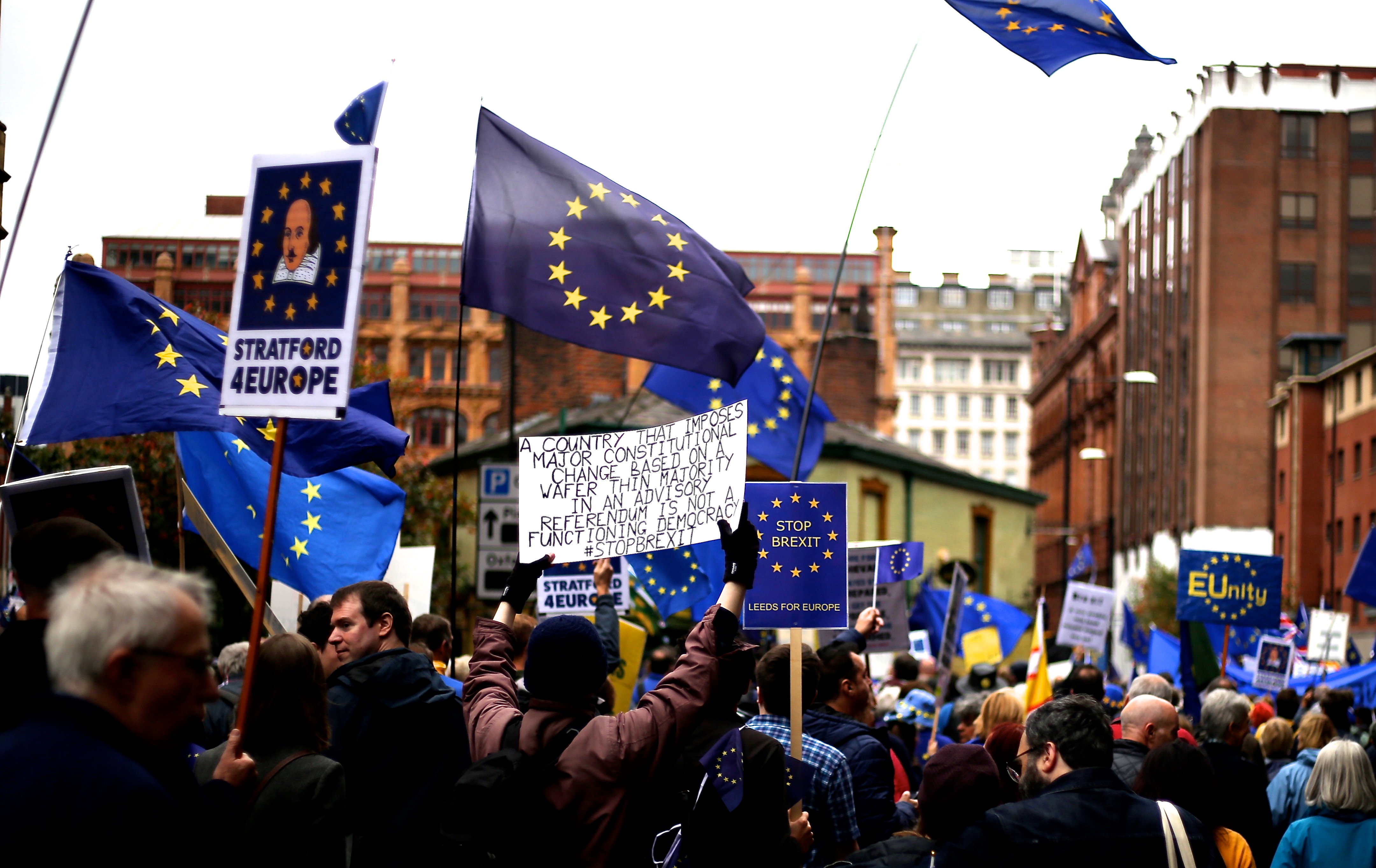
2017년 10월에 영국 맨체스터에서 열린 보수당 전당대회를 맞아 브렉시트(영국의 유럽 연합 탈퇴) 반대 진영이 주최한 시위 현장에 등장한 유럽기.
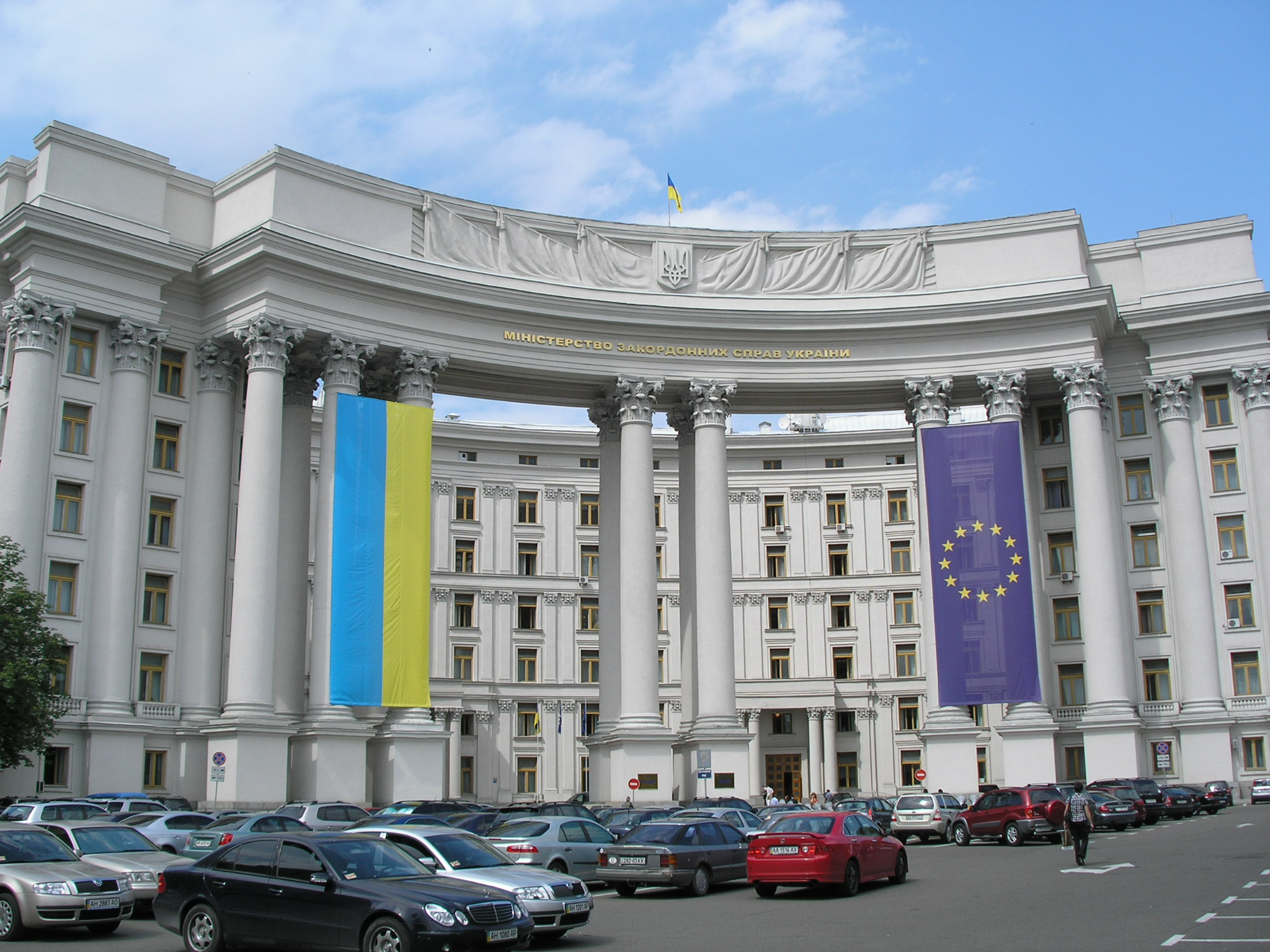
우크라이나 키이우에 위치한 우크라이나 외무부 청사에 게양된 우크라이나의 국기와 유럽기.
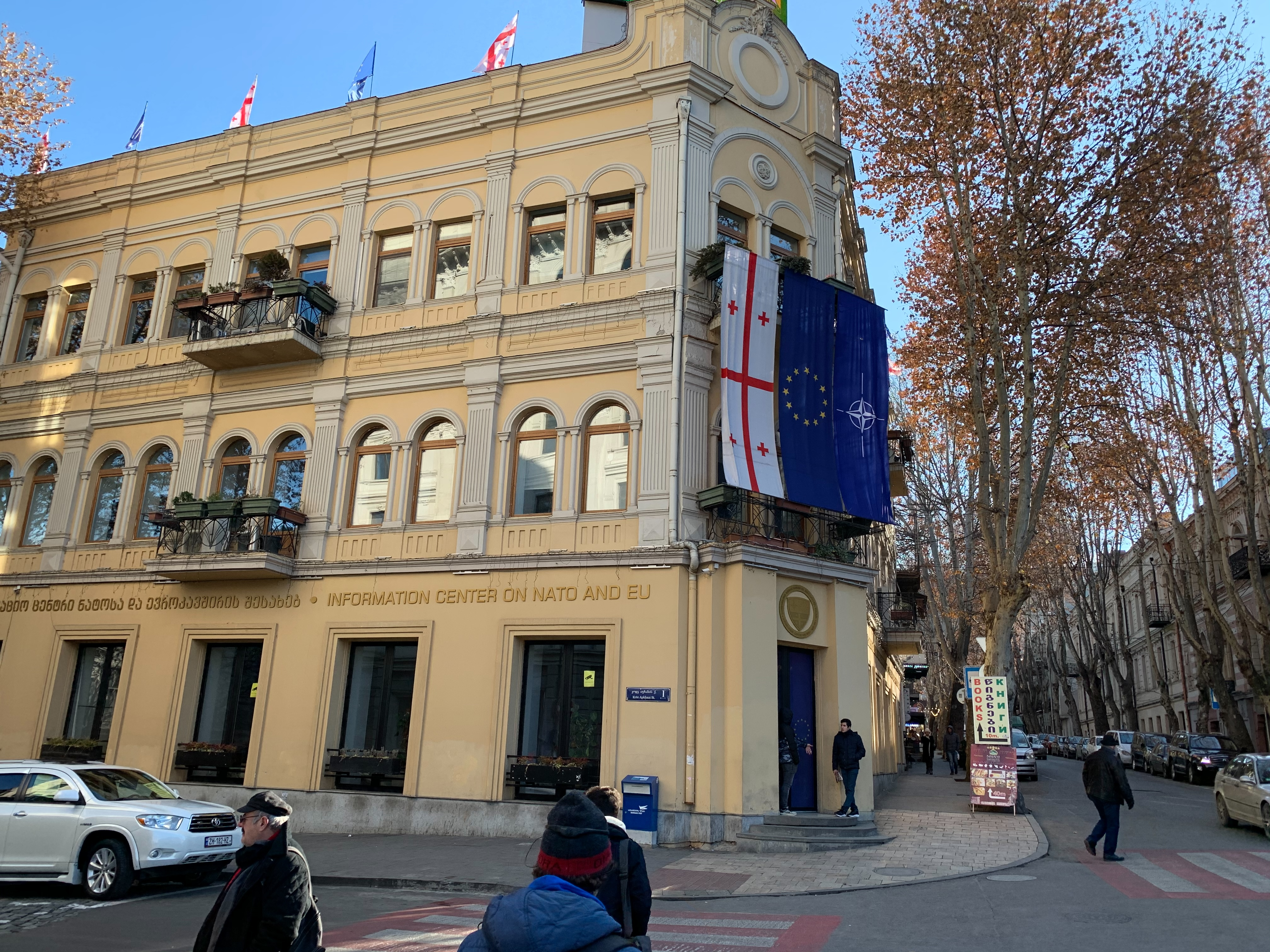
조지아 트빌리시에 위치한 NATO·EU 정보 센터 청사에 게양된 조지아의 국기, 유럽기, 북대서양 조약 기구의 기.

### 그 외의 용도
2004년 4월에는 네덜란드의 우주인인 안드레 카위퍼르스(André Kuipers)가 국제우주정거장에 탑승하는 동안에 유럽 우주국(ESA)과 유럽 연합(EU) 간의 협력에 대한 법적 근거를 마련한 기본 협약에 따라 유럽 우주국을 대표하는 의미로 유럽기를 공개했다.
2004년 아테네 하계 올림픽 이후에 로마노 프로디 유럽 집행위원회 위원장은 "2008년 베이징 하계 올림픽에서는 유럽 연합 회원국들의 선수단이 우리의 통합의 상징으로 자신들의 국기와 함께 유럽 연합기를 들고 가는 모습을 보고 싶다"고 제안한 바 있다. 라이더 컵에서는 대부분의 유럽 출신 참가자들이 자국의 국기를 사용하는 경우가 많았지만 2000년대 초반에 열린 골프 경기에서 유럽 팀을 대표하는 기로 사용했다.

## 파생된 디자인
유럽기의 디자인은 위에서 언급한 유럽 평의회의 기와 같은 변형된 디자인에 사용되었다. 또한 유럽기와 같은 색과 별을 사용하지만 원이 아닌 반원형을 형성하고 있고 회원국을 의미하는 다수의 별을 가진 서유럽 연합(WEU, 현재는 소멸됨)의 기와 같은 더 큰 범위에서 사용되었다. 또한 2개의 언어로 된 옛 서유럽 연합의 머릿글자가 쓰여져 있다.
보스니아 헤르체고비나의 국기는 자국 의회가 새 국기의 디자인에 합의하지 못하자 카를로스 웨스텐도르프 고위대표가 디자인했다. 이 국기는 같은 파란색과 노란색을 사용하고 있어서 유럽 연합기의 상징성을 연상시키는데 별은 다른 숫자와 색을 갖고 있지만 유럽기의 상징성을 직접적으로 언급하고 있다. 코소보의 국기 역시 파란색, 금색, 하얀색이 들어간 디자인을 사용했는데 이는 "코소보가 유엔으로부터 보호자 지위를 넘겨받으면서 코소보의 새로운 친구가 되기 직전인 유럽 연합의 기에 대해 그리 미묘하게 고개를 끄덕일 정도는 아니다"라는 조롱을 받았다.
2016년에 제정된 벨기에 브뤼셀 수도권 지역의 기에는 파란색 바탕에 하얀색 윤곽을 가진 노란색 붓꽃이 그려져 있다. 브뤼셀은 유럽 연합의 비공식 수도로 간주되기 때문에 브뤼셀 수도권 지역의 기 또한 유럽기의 색에 기초한다.

유럽기의 파란색과 노란색을 사용한 브뤼셀 수도권 지역의 기[137]
유럽기에 부분적인 영향을 받은 보스니아 헤르체고비나의 국기[132]
유럽기에 부분적인 영향을 받은 코소보의 국기[138]
서유럽 연합의 기 (1993년 ~ 1995년)
서유럽 연합의 기 (1995년 ~ 2011년)
서유럽 연합 의회의 기

### 문장

유럽 연합 군사 위원회 의장의 문장

유럽 연합 군사 위원회 의장의 문장은 유럽 연합의 공동 안보 국방 정책을 담당하는 최고위급 장교로서 유럽 연합의 문장을 방패 안에 새겨 넣은 디자인이다. 문장학에서 유럽기는 문장에서 파생된 기의 디자인이다.
공동 안보 국방 정책과 관련된 유럽 연합의 몇몇 출판물들, 방위군으로서의 장래의 발전 또한 공식적인 상징이 아닌 그래픽 디자인 요소로서 이러한 방식으로 유럽 연합의 문장을 사용한다.

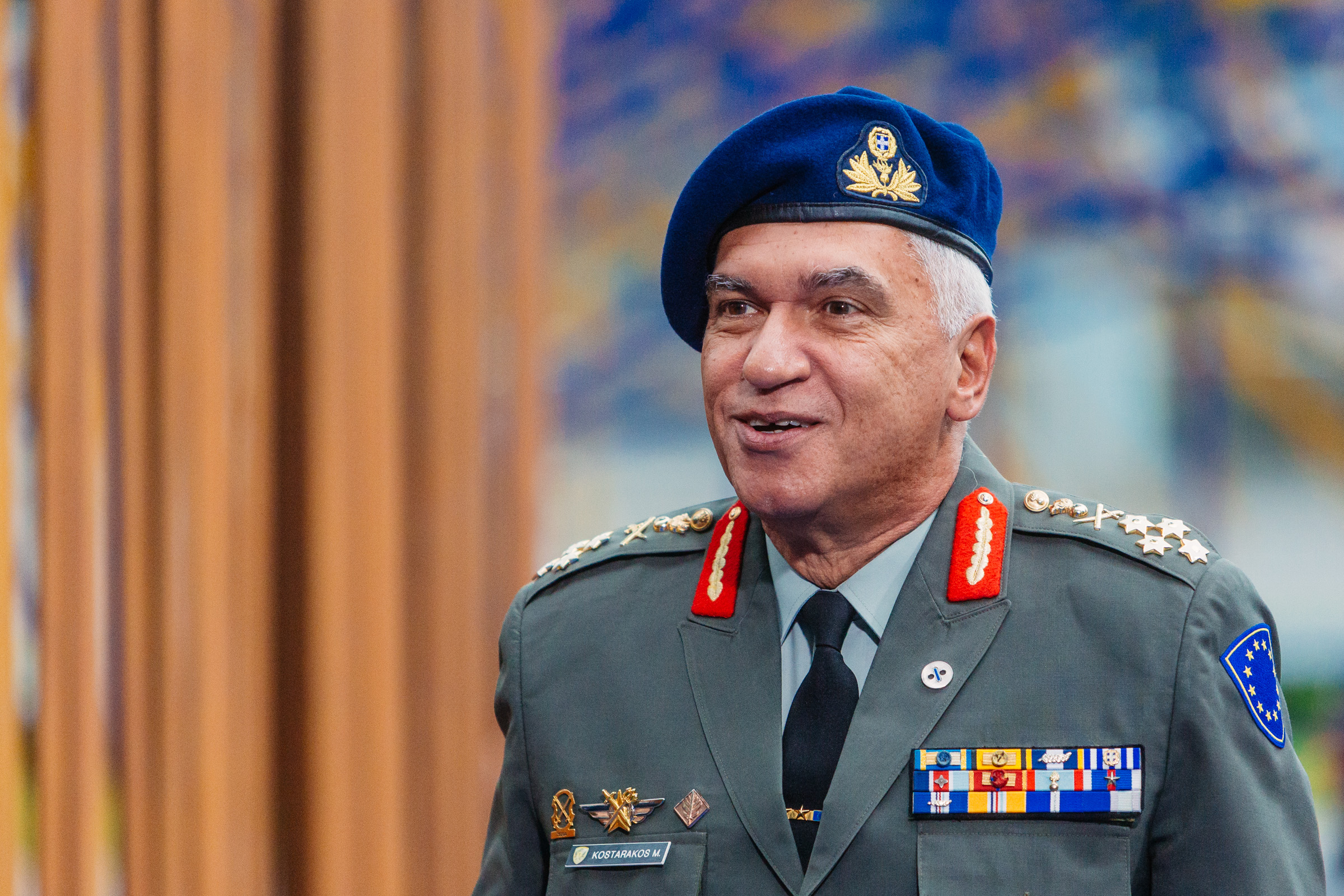
유럽 연합 군사 위원회 의장을 역임한 미하일 코스타라코스 그리스 육군 장교가 유럽 연합의 문장이 그려진 배지를 착용한 모습.
2005년에 창설된 유럽 연합 몰도바-우크라이나 국경 지원 임무단의 문장. 몰도바와 우크라이나의 국기가 유럽 연합의 문장 양쪽을 둘러싸고 있다.
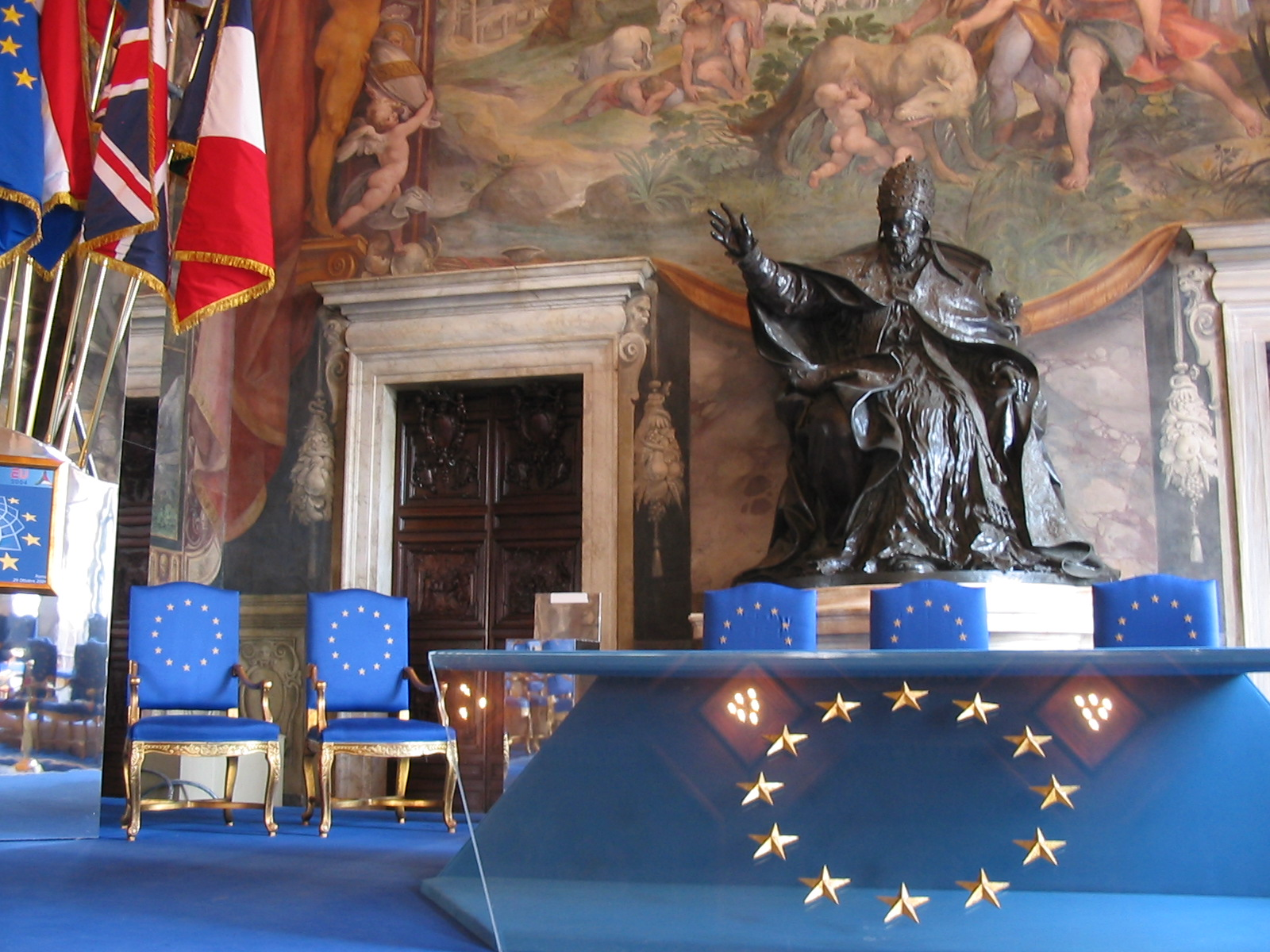
2004년에 이탈리아 로마에서 열린 유럽 헌법 서명식에서 의자에 새겨진 유럽 연합의 문장.
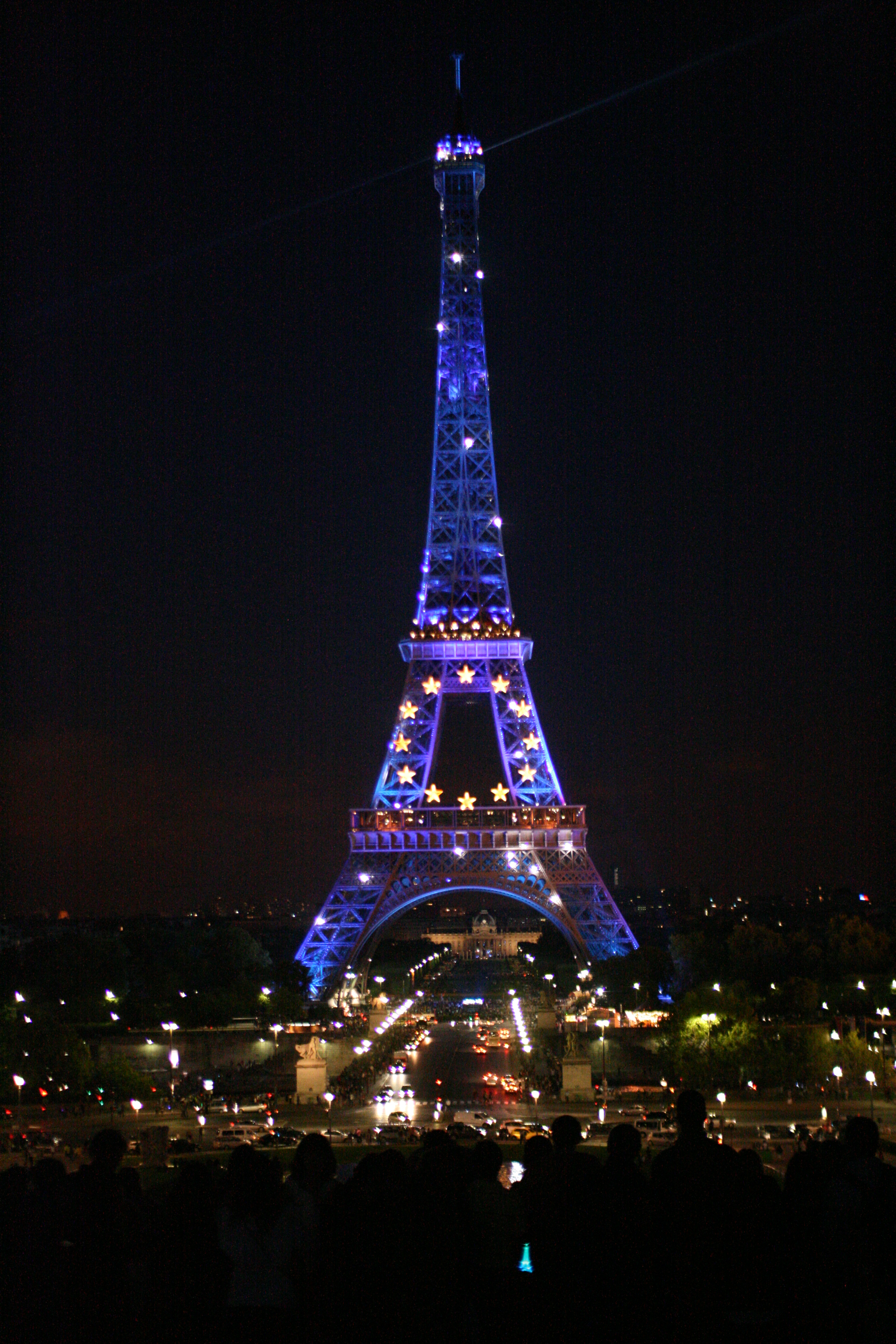
2008년에 에펠탑 조명에 비춰진 유럽 연합의 문장.
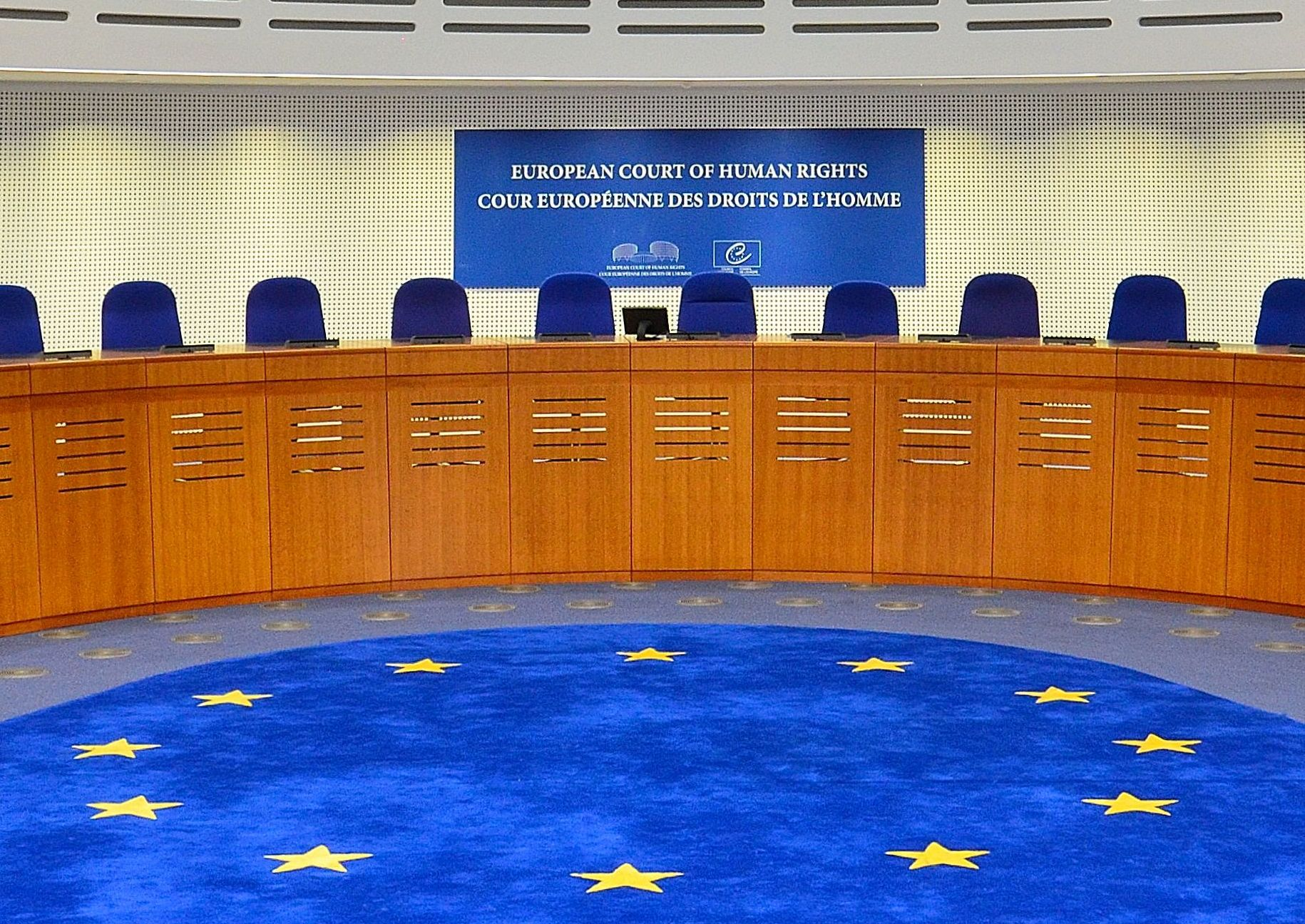
유럽인권법원 사무실 바닥에 깔린 양탄자에 새겨진 유럽 평의회의 문장.

#### 파생된 문장

유럽 합동군의 문장.
유럽 해군의 문장.
유럽 항공수송사령부의 문장.
유럽 연합 군사참모위원회의 문장.
유럽 연합 군사위원회의 문장.

## 같이 보기
- 유럽의 상징
- 유럽가
- 카보베르데의 국기 - 유럽기와 비슷하게 파란색 바탕에 금색 별을 원형으로 배치한 국기

### 내용주
1. ↑  몇몇 기들은 여러 차례 제안되었다. 따라서 표시된 날짜는 기가 처음 기록된 가장 오래된 날짜이다.
2. ↑  대부분의 원본 문서는 유럽 평의회 웹페이지에서 가져온 것이다. 또한 일부 재구성은 유럽 디지털 연구 학회에 보관된 기의 스케치 이미지에 의해 도움을 받았다. 그 외의 재구성들은 유럽 평의회가 제공한 문서와 이미지에 대한 설명으로 이루어졌다.
3. ↑  아마도 루이 위리옹으로 추정된다. 이미 그의 1번째 제안에서 색 배치를 반대로 하는 것에 대해 이야기했을 것으로 보인다.

### 참고주
1. 1 2  “The European flag”. Council of Europe. 2020년 12월 8일에 확인함.
2. ↑  “Emblème du Conseil de l'Europe”. Council of Europe. 1955년 12월 9일. 2020년 12월 8일에 확인함.
3. 1 2 3  “Council of Europe's Emblems”. Council of Europe. 2007년 8월 7일에 원본 문서에서 보존된 문서. 2007년 8월 16일에 확인함.
4. ↑  “The European flag”. 《The Council of Europe in brief》 (영국 영어). 2020년 7월 2일에 확인함.
5. ↑  “The European flag”. 《The Council of Europe in brief》 (영국 영어). 2021년 4월 28일에 확인함.
6. ↑  The European flag, Council of Europe. 2016년 10월 27일에 확인함.
7. 1 2 3  “The European flag”. European Union.
8. ↑  “Archived copy”. 2019년 6월 15일에 원본 문서에서 보존된 문서. 2019년 10월 3일에 확인함.
9. ↑  (프랑스어) Guide graphique relatif à l'emblème européen (1996), p. 3: Description symbolique: Sur le fond bleu du ciel, les étoiles figurant les peuples d'Europe forment un cercle en signe d'union. Elles sont au nombre invariable de douze, symbole de la perfection et de la plénitude...Description héraldique: Sur fond azur, un cercle composé de douze étoiles d'or à cinq rais, dont les pointes ne se touchent pas. c.f. “Graphical specifications for the European Emblem”. European Commission. 2006년 6월 22일에 원본 문서에서 보존된 문서. 2004년 8월 4일에 확인함.
10. 1 2 3  “European Union Flag : University of Dayton, Ohio”. 《udayton.edu》. 2019년 2월 20일에 확인함.
11. ↑  “Guide graphique relatif à l'emblème européen” (프랑스어). 1996년. 3쪽. Description symbolique: Sur le fond bleu du ciel, les étoiles figurant les peuples d'Europe forment un cercle en signe d'union. Elles sont au nombre invariable de douze, symbole de la perfection et de la plénitude...Description héraldique: Sur fond azur, un cercle composé de douze étoiles d'or à cinq rais, dont les pointes ne se touchent pas.
12. ↑  “Graphical specifications for the European Emblem”. European Commission. 2006년 6월 22일에 원본 문서에서 보존된 문서. 2004년 8월 4일에 확인함.
13. ↑  “Thirty-sixth meeting of the ministers' deputies: resolution (55) 32” (PDF). Council of Europe. 1955년 12월 9일. 2009년 5월 28일에 원본 문서 (PDF)에서 보존된 문서. 2008년 2월 2일에 확인함.
14. 1 2  《Graphical specifications for the European flag》, Council of Europe, 2004년 6월 12일에 원본 문서에서 보존된 문서 "PANTONE REFLEX BLUE corresponds in the web-palette colour RGB:0/0/153 (hexadecimal: 000099) and PANTONE YELLOW corresponds in the web-palette colour RGB:255/204/0 (hexadecimal: FFCC00)."
15. 1 2  1996년판 지침에는 RGB 값에 대한 권장 사항이 포함되어 있지 않다. 유럽 평의회(CoE)가 온라인 공간에 발표한 2004년판 지침에서는 "PANTONE RESS BLUE"에 대해 "RGB: 0-51-153 (16진수: 003399)"을, 웹 색상인 "PANTONE YELLOW"에 대해 "RGB: 255-204-0 (16진수: FFCC00)"를 권장하고 있다. 이러한 권고 사항은 결코 객관적이거나 보편적인 것이 아니다.

팬톤 색상 "리플렉스 블루"에 대한 기타 권장 사항은 다음과 같다.
  - #0c1c8c (pantonecolors.org 보관됨 2017-12-05 - 웨이백 머신)
  - #001489 (pantone.com 보관됨 2016-08-14 - 웨이백 머신)
  - #00209F (colourlovers.com)
  - #001789 (e-paint.co.uk 보관됨 2020-10-15 - 웨이백 머신)
  - #171796 (encycolorpedia.com)

옛 팬톤 색상 "옐로"(Yellow)는 오늘날 권장 RGB 값 #FEDD00 (CMYK 0-1-100-0)을 가진 "Yellow C"라고 부른다. (pantone.com) 보관됨 2020-07-12 - 웨이백 머신
16. 1 2  (프랑스어) Guide graphique relatif à l'emblème européen (1996), p. 6: Le jaune est obtenu avec 100% de «Process Yellow». En mélangeant 100% de «Process Cyan» avec 80% de «Process Magenta», on obtient un bleu très semblable au Reflex Blue Pantone.
17. 1 2  Council of Europe's new visual identity- Guide, Council of Europe, 2013.
18. 1 2  RGB 및 CMYK 값은 2013년판 권장 사항에 제시된 값이다.
팬톤의 PMS 287 추천 값: RGB #003087, CMYK 100-75-2-18 (pantone.com 보관됨 2021-08-01 - 웨이백 머신);
팬톤의 PMS 116 추천 값: RGB #FFCD00, CMYK 0-14-100-0 (pantone.com 보관됨 2021-07-25 - 웨이백 머신).
19. 1 2  “Real politics, at last?”. 《The Economist》. 2004년 10월 28일. 2011년 8월 14일에 확인함.
20. 1 2 3  Carlo Curti Gialdino, I Simboli dell'Unione europea, Bandiera – Inno – Motto – Moneta – Giornata. Roma: Istituto Poligrafico e Zecca dello Stato S.p.A., 2005. ISBN 88-240-2503-X, pp. 80–85. Gialdino is here cited after a translation of the Italian text published by the Centre Virtuel de la Connaissance sur l'Europe (cvce.eu):

폴 M. G. 레비의 진술과 수전 후드(Susan Hood)의 최근 복원과 상관 없이 아르센 하이츠에게 원래의 설계를 맡긴 것은 여전히 나에게 가장 적절한 선택으로 보인다. 특히 1987년에 아르센 하이츠 자신이 "유럽기는 우리 여인의 기"라고 말하면서 기를 디자인하고 종교적 영감에 대한 자신의 역할을 자처했다. [''Magnificat'' magazine, 1987년]

둘째, 아르센 하이츠와의 만남을 언급하는 피에르 케용(Pierre Caillon) 신부의 증언에 주목할 필요가 있다. 케용은 1987년 8월에 프랑스 리지외에 위치한 카를멜리트(Carlmelite) 수도원 앞에서 우연히 전직 유럽 평의회 직원을 만났다고 증언한다. 하이츠가 그를 저지하고 "제가 바로 유럽기를 디자인한 사람입니다. 저는 갑자기 프랑스 파리의 뤼뒤바크(Rue du Bac)에서 기적의 메달에 그려진 12개의 별을 파란색 바탕에 올려놓을 생각을 했습니다. 저의 제안은 1955년 12월 8일에 만장일치로 채택되었습니다. 제가 이 말씀을 드리는 이유는 아버지께서 파티마의 여인의 푸른 군대의 작은 파란 십자가를 입고 계시기 때문입니다"라고 증언했다.
21. ↑  “European Union: Myths on the flag”. Flags of the World. 2002년. 2007년 8월 4일에 확인함.  "While Count Coudenhove-Kalergi in a personal statement maintained that three leading Catholics within the Council had subconsciously chosen the twelve stars on the model of Apocalypse 12:1, Paul M.G. Lévy, Press Officer of the Council from 1949 to 1966, explained in 1989 that there was no religious intention whatsoever associated with the choice of the circle of twelve stars." Peter Diem, 11 June 2002.
22. ↑  Pinzka, Thomas (1998년 8월 26일). “Der Sternenkranz ist die Folge eines Gelübdes”. 《Die Welt》 (독일어). 2018년 11월 3일에 확인함.
23. ↑  “Large full version of the window”. venez-chez-domi.fr. 2009년 2월 27일에 원본 문서에서 보존된 문서. 2009년 1월 28일에 확인함.
24. ↑  “L'origine chrétienne du drapeau européen” (프랑스어). atheisme.org. 2009년 1월 21일에 확인함.
25. ↑  “Congrégation Mariale des Hommes” (프랑스어). Cathédrale Notre-Dame de Strasbourg. 2004년 2월 4일. 2008년 11월 14일에 원본 문서에서 보존된 문서. 2009년 1월 24일에 확인함.
26. ↑  “Le vitrail de l'Europe de Max Ingrand” (프랑스어). DRAC Alsace. 2017년 10월 14일에 확인함.
27. ↑  Final Act, Official Journal of the European Union, 2007 C 306–2, p. 267 Declaration 52, consolidated EU treaties.
28. ↑  “EU Parliament set to use European flag, anthem”. EU Business. 2008년 9월 11일. 2008년 9월 12일에 원본 문서에서 보존된 문서. 2008년 9월 12일에 확인함.
29. ↑  Kubosova, Lucia (2008년 10월 9일). “No prolonged mandate for Barroso, MEPs warn”. 《EUobserver》. 2008년 10월 9일에 확인함.
30. 1 2  “The European Coal and Steel Community (ECSC)”. Flags Of The World. 2004년 10월 28일. 2007년 8월 4일에 확인함.
31. ↑  “The ECSC flag 1986-2002”. European NAvigator. 2011년 6월 7일에 원본 문서에서 보존된 문서. 2020년 10월 1일에 확인함.
32. ↑  “The ECSC flag 1978”. European NAvigator. 2011년 6월 7일에 원본 문서에서 보존된 문서. 2020년 10월 1일에 확인함.
33. ↑  “European Parliament”. Flags Of The World. 2004년 10월 28일. 2007년 8월 4일에 확인함.
34. ↑  (프랑스어) Letter to the secretary general of the Council of Europe from Richard Coudenhove-Kalergi, Council of Europe.
35. ↑  Johan Fornäs, Signifying Europe (2012), p. 131.
36. ↑  (프랑스어) Letter from Richard Coudenhove-Kalergi regarding a Muslim modification to the Pan-Europa flag design, Council of Europe.
37. ↑  European Movement crwflags.com Proposals for the European flag 보관됨 2007-07-15 - 웨이백 머신 crwflags.com
38. ↑  Council of Europe fahnenversand.de
39. 1 2 3 4 5 6 7 8 9  “The European flag: questions and answers”. CVCE. 2014년 6월 25일에 확인함.
40. 1 2  Murphy, Sean (2006년 1월 25일). “Memorandum on the Role of Irish Chief Herald Slevin in the Design of the European Flag”. Centre for Irish Genealogical and Historical Studies. 2008년 12월 5일에 원본 문서에서 보존된 문서. 2009년 2월 2일에 확인함.
41. ↑  “Lettre d'Arsène Heitz à Filippo Caracciolo (Strasbourg, 5 janvier 1952)”. CVCE. 2014년 6월 25일에 확인함.
42. ↑  “Recommendation 56(1) of the Consultative Assembly on the choice of an emblem for the Council of Europe (25 September 1953)”. CVCE. 2014년 6월 25일에 확인함.
43. ↑  “Account by Paul M. G. Lévy, a Belgian Holocaust survivor on the creation of the European flag”. CVCE. 2014년 6월 25일에 확인함.
44. 1 2  “Memorandum from Paul Levy to Jacques-Camille Paris (Secretary General) about having a cross on the European flag”. 《Council of Europe》. 2020년 1월 19일.
45. ↑  “Memorandum from Richard Coudenhove-Kalergi on the European flag (Gstaad, 27 July 1950)”. 《CVCE.EU by UNI.LU》 (영어). 2012년 3월 12일. 2021년 1월 31일에 확인함.
46. ↑  “Memorandumpresented to the Council of Europe by Richard Coudenhove-Kalergi”. 《Council of Europe》. 2020년 1월 26일.
47. ↑  “Memorandum of the Secretariat General on the European Flag”. 《Council of Europe》. 2020년 1월 26일.
48. ↑  “European Flag”. 《Council of Europe》. 2020년 1월 3일.
49. ↑  “CVCE.eu”. 《CVCE.eu》. 2020년 1월 3일.
50. ↑  “Sketch of a flag for the United States of Europe ("Union Stati Europa")”. 《Council of Europe》. 2020년 1월 3일.
51. ↑  “Proposal by Camille Manné (Founder of the SICOP printing firm, Bischheim, Alsace, France)”. 《Council of Europe》. 2020년 1월 3일.
52. ↑  “Flag showing the design by Camille Manet (Founder of the SICOP printing firm, Bischheim, Alsace, France)”. 《Council of Europe》. 2020년 1월 3일.
53. 1 2 3 4 5 6 7 8 9 10 11 12  “Memorandum of the Secretariat General on the European Flag”. 2020년 1월 3일.
54. 1 2 3 4 5 6 7 8 9 10 11 12  “Proposals for flags submitted to the Consultative Assembly of the Council of Europe (December 1951)”. 《CVCE.eu》. 2020년 1월 3일.
55. 1 2 3 4 5 6 7 8 9 10 11 12 13 14  “Memorandum from Paul Levy to Antoine Fischer (Saisons d'Alsace?) – 12 proposals for a flag”. 《Council of Europe》. 2020년 1월 3일.
56. ↑  “Letter from Richard Coudenhove-Kalergi to Jacques-Camille Paris (Secretary General) about using the red cross of the united states of Europe”. 《Council of Europe》. 2020년 1월 3일.
57. ↑  “Memorandum presented to the Council of Europe by Richard Coudenhove-Kalergi about using the red cross of the United States of Europe”. 《Council of Europe》. 2020년 1월 3일.
58. ↑  “etter from Louis Wirion (Luxembourg) to Paul Levy – proposals for a flag”. 《Council of Europe》. 2020년 1월 3일.
59. ↑  “Letter from J. Dynan (Associated Press) to Paul Levy – proposals for a flag”. 《Council of Europe》. 2020년 1월 3일.
60. ↑  “Letter from Arsène Heitz to Paul Levy. He proposes a red cross.”. 《council of Europe》. 2020년 1월 3일.
61. 1 2  “European Flag: Memorandum by the Secretariat-General”. 《Council of Europe》. 2020년 1월 3일.
62. 1 2 3 4 5 6 7 8  “Proposals for European flags from Arsène Heitz (1952–1955)”. 《CVCE.eu》. 2020년 1월 3일.
63. ↑  “Salvador de Madariaga proposes a design for the European flag”. 《Council of Europe》. 2020년 1월 3일.
64. ↑  “Letter from Arsène Heitz to F. Caracciolo (Clerk of the Assembly). He proposes a red cross on a green background, inspired by Charlemagne's standard”. 《Council of Europe》. 2020년 1월 3일.
65. ↑  “Extract of a letter from George Coedes on the Turks and the cross”. 《Council of Europe》. 2020년 1월 3일.
66. ↑  “Letter from Paul Levy to Salvador de Madariaga on Turkish opposition to a cross”. 《Council of Europe》. 2020년 1월 3일.
67. ↑  “Letter from Paul Levy to Richard Coudenhove-Kalergi on Turkish opposition to a cross”. 《Council of Europe》. 2020년 1월 3일.
68. ↑  “Letter from Paul Levy to Richard Coudenhove-Kalergi. He suggests how to proceed as regards his proposal for a crescent shape to be added.”. 《Council of Europe》. 2020년 1월 3일.
69. ↑  “Design by Arsène Heitz – blue flag with the Turkish flag surrounded by stars in the top left-hand corner”. 《Council of Europe》. 2020년 1월 3일.
70. ↑  “Design by Arsène Heitz – blue flag with the British flag on the top left, and 15 stars laid out in two concentric circles in the middle”. 《Council of Europe》. 2020년 1월 3일.
71. ↑  “Design by Arsène Heitz – blue flag with the French flag on the top left, and 15 stars laid out in two concentric circles in the middle”. 《Council of Europe》. 2020년 1월 3일.
72. ↑  “Azure design with a wreath of 15 stars in the middle”. 《Council of Europe》. 2020년 1월 3일.
73. ↑  “The Assembly adopts a heraldic description of the flag design”. 《Council of Europe》. 2020년 1월 3일.
74. ↑  “Design by Arsène Heitz – Blue flag with a yellow eight-pointed star in a red circle”. 《Council of Europe》. 2020년 1월 3일.
75. ↑  “Design by Arsène Heitz – Blue flag with a red and white eight-pointed compass rose in the middle”. 《Council of Europe》. 2020년 1월 3일.
76. ↑  “Design by Arsène Heitz – Blue flag with a star in the middle surrounded by twelve secondary stars”. 《Council of Europe》. 2020년 1월 3일.
77. ↑  “The Committee of Ministers chooses the 12-star flag on an azure background as the European Flag. The European Community adopt the same flag in 1986.”. 《Council of Europe》. 2020년 1월 3일.
78. 1 2  Regarding The "Adonnino Report" – Report to the European Council by the ad hoc committee "On a People's Europe", A 10.04 COM 85, SN/2536/3/85.
79. ↑  Anthony Teasdale, Timothy Bainbridge (2012년 10월 1일). “Adonnino Committee”. 《The Penguin Companion to European Union》. 2021년 5월 30일에 확인함.
80. ↑  "bearing in mind the independence and the different nature of the two organizations, the Committee proposes to the European Council that the European Community emblem and flag should be a blue rectangle with, in the center, a circle of twelve five-pointed gold stars which do not touch, surrounding a gold letter E, of the design already used by the Commission." Adonnino Report, p. 31.
81. ↑  Tobias Theiler, Political Symbolism and European Integration, Manchester University Press, 2005 p. 61–65.
82. ↑  "not a compromise that the Commission itself cared much to abide by: from the outset, it generally used the terms 'Community flag' or, bolder still, 'European flag'." Tobias Theiler, Political Symbolism and European Integration, Manchester University Press, 2005 p. 6.
83. ↑  “Raising of the European flag in front of the Berlaymont (Brussels, 29 May 1986)”. CVCE. 2014년 6월 25일에 확인함.
84. ↑  
Nicole Scicluna, European Union Constitutionalism in Crisis, Routledge (2014), p. 56.
85. ↑  대상 국가: 에스토니아, 라트비아, 리투아니아, 폴란드, 체코, 슬로바키아, 헝가리, 슬로베니아, 몰타, 키프로스(2004년에 유럽 연합에 가입함), 루마니아, 불가리아(2007년에 유럽 연합에 가입함). Central and Eastern Eurobarometer, Issue 8, European Commission, March 1998.
86. ↑  “Down with EU stars, run up stripes”. BBC News. 2002년 5월 8일.
87. ↑  “Austrian EU Presidency Logo”. 2007년 8월 7일에 원본 문서에서 보존된 문서. 2008년 7월 17일에 확인함.
88. ↑  "Belgium, Bulgaria, Germany, Greece, Spain, Italy, Cyprus, Lithuania, Luxembourg, Hungary, Malta, Austria, Portugal, Romania, Slovenia and the Slovak Republic declare that the flag with a circle of twelve golden stars on a blue background, the anthem based on the 'Ode to Joy' from the Ninth Symphony by Ludwig van Beethoven, the motto 'United in diversity', the euro as the currency of the European Union and Europe Day on 9 May will for them continue as symbols to express the sense of community of the people in the European Union and their allegiance to it." Final Act, Official Journal of the European Union, 2007 C 306–2, p. 267
89. ↑  Beunderman, Mark (2007년 7월 11일). “MEPs defy member states on EU symbols”. 《EUobserver》. 2007년 7월 12일에 확인함.
90. ↑  “EU Parliament set to use European flag, anthem”. EU Business. 2008년 9월 11일. 2008년 9월 12일에 원본 문서에서 보존된 문서. 2008년 9월 12일에 확인함.
91. ↑  “Symbols of the Union to be adopted by Parliament”. European Parliament. 2008년 10월 9일. 2008년 10월 9일에 확인함.
92. ↑  "To mark the 30th anniversary of the decision by EU leaders to adopt the flag as an EU emblem, the 19 euro area countries are issuing a special commemorative coin. Following an online competition held in 2015 by the European Commission, citizens and residents of the euro area selected the design created by Georgios Stamatopoulos, an engraver at the Bank of Greece. It comprises 12 stars that morph into human figures embracing the birth of a new Europe." (europa.eu)
93. ↑  “Legal notice”. European Union.
94. ↑  “The euro”. 유럽 중앙 은행 (European Central Bank). 2007년 8월 6일에 원본 문서에서 보존된 문서. 2007년 8월 4일에 확인함.
95. ↑  “Euro coins”. 유럽 중앙 은행 (European Central Bank). 2007년 12월 24일에 원본 문서에서 보존된 문서. 2007년 12월 28일에 확인함.
96. 1 2  “European Union: Legal use of the flag”. Flags of the World. 2005년 9월 10일. 2009년 11월 18일에 원본 문서에서 보존된 문서. 2009년 11월 29일에 확인함.
97. ↑  “Rejected proposal of a European civil ensign”. Flags of the World. 2008년 4월 14일에 확인함.
98. ↑  Reid, Jenni. “Lufthansa flies a pro-European message ahead of EU elections”. 2020년 2월 17일에 확인함.
99. ↑  “Emblems”. Europa. 2007년 12월 28일에 확인함.
100. ↑  “Greenpeace projects EU flag image on Prague Castle”. Ceske Noviny. 2009년 1월 7일. 2009년 1월 21일에 확인함.
101. 1 2 3  “Photo from Reuters Pictures”. Reuters Images, on Daylife. 2008년 5월 9일. 2008년 6월 25일에 원본 문서에서 보존된 문서. 2008년 5월 9일에 확인함.
102. ↑  Rasmussen, Rina Valeur. “Celebration of Europe Day 9 May 2007 in Denmark”. Politeia. 2007년 9월 29일에 원본 문서에서 보존된 문서. 2007년 8월 4일에 확인함.
103. ↑  Rasmussen, Rina Valeur (2007년 5월 9일). “London Eye lights up in colours of the European flag”. Europa. 2007년 8월 19일에 원본 문서에서 보존된 문서. 2007년 8월 4일에 확인함.
104. ↑  “EUFOR Welcome Ceremony/Unfolding EU flag”. 북대서양 조약 기구 (NATO). 2008년 4월 14일. 2008년 6월 11일에 원본 문서 (PDF)에서 보존된 문서. 2012년 7월 31일에 확인함.
105. ↑  “European Union Fishery Inspection”. Flags of the World. 2008년 2월 3일. 2008년 7월 15일에 확인함.
106. ↑  “Commission Regulation (EEC) No 1382/87 of 20 May 1987 establishing detailed rules concerning the inspection of fishing vessels”. European Commission. 2021년 5월 22일에 확인함.
107. ↑  The Rules of Protocol regarding national holidays and the use of the Italian flag (2001) 보관됨 2008-12-19 - 웨이백 머신 Presidency of the Council of Ministers, Department of Protocol (2001). LAW No. 22 of 5 February 1998: "GENERAL RULES GOVERNING THE USE OF THE FLAGS OF THE ITALIAN REPUBLIC AND THE EUROPEAN UNION".
108. ↑  “An Bhratach Náisiúnta / The National Flag” (RTF). Department of the Taoiseach. 2007년 12월 28일에 확인함.
109. ↑  FlaggAO (BGBl. I S. 1729) 13. November 1996.
110. ↑  Flaggen-Verwaltungsanordnung (VwAoFlag) in der Fassung der Bekanntmachung vom 4. Dezember 2001 "§ 3 (1) Grundsätzlich werden die bayerische Staatsflagge, die Bundesflagge und, soweit möglich, die Europaflagge gemeinsam gesetzt. (2) 1 Der Bundesflagge gebührt die bevorzugte Stelle. 2 Sie ist grundsätzlich in der Mitte zu setzen, rechts anschließend, vom Innern des Gebäudes mit dem Blick zur Straße gesehen, die bayerische Staatsflagge und links die Europaflagge. 3 Am Europatag ist die Europaflagge an bevorzugter Stelle zu hissen."
111. ↑  President of Hungarian parliament orders removal of EU flag 보관됨 2021-05-22 - 웨이백 머신, The Budapest Beacon 17 November 2014.
112. ↑  “EU flags disappear from Polish government press briefings”. Business Standard. 2015년 11월 24일. 2021년 1월 31일에 확인함.
113. ↑  “Belarus: Scores Arrested, Opposition Leader Hospitalized After Minsk Protests”. 《Radio Free Europe/Radio Liberty》. 2004년 10월 20일. 2007년 8월 5일에 확인함.
114. ↑  Myers, Steven Lee; Chivers, C.J. (2006년 3월 20일). “Election is landslide for leader of Belarus”. 《International Herald Tribune》. 2008년 5월 15일에 원본 문서에서 보존된 문서. 2016년 7월 9일에 확인함.
115. ↑  “Belarusians had European March in Minsk”. charter97.org. 2007년 10월 14일. 2007년 11월 25일에 확인함.
116. ↑  “Romania slams Moldova's sanctions”. 《news.bbc.co.uk》. 2009년 4월 9일. 2017년 12월 12일에 확인함.
117. ↑  Petersen, Alex (2007년 5월 1일). “Comment – Georgia: Brussels on its mind”. 《EUobserver》. 2007년 5월 1일에 확인함.
118. ↑  Gutterman, Steve (2004년 1월 26일). “Saakashvili Sworn in as New President”. 《The Moscow Times》. 2018년 12월 5일에 원본 문서에서 보존된 문서. 2018년 12월 5일에 확인함.
119. ↑  Petersen, Alexandros (2007년 5월 2일). “Georgia: Brussels on its mind”. 《Global Power Europe》. 2007년 9월 28일에 원본 문서에서 보존된 문서. 2007년 8월 25일에 확인함.
120. ↑  “Archived copy”. 2016년 3월 3일에 원본 문서에서 보존된 문서. 2015년 1월 8일에 확인함.
121. ↑  Grätz, Jonas (2013년 12월 9일). “Revolution on Euromaidan”. 《Foreign Affairs》. ISSN 0015-7120. 2018년 4월 3일에 확인함.
122. ↑  “Politics of brutal pressure”. 《The Economist》. 2013년 11월 23일. 2016년 12월 25일에 원본 문서에서 보존된 문서.
123. ↑  “The Evolution Of Euromaidan”. Radio Free Europe/Radio Liberty. 2014년 11월 19일. 2018년 4월 3일에 원본 문서에서 보존된 문서.
124. ↑  The Times 27 June 2001, p. 14, cited after Ian Jeffries, The Former Yugoslavia at the Turn of the Twenty-First Century: A Guide to the Economies in Transition, Routledge (2003), p. 296.
125. ↑  G. Delanty in: David Denney (ed.), Living in Dangerous Times: Fear, Insecurity, Risk and Social Policy (2009), p. 124.
126. ↑  Blaming Sara B. Hobolt, James Tilley, Europe?: Responsibility Without Accountability in the European Union (2014), p. 3.
127. ↑  e.g. Jess Casey, Cork group burns flag during anti-EU rally outside City Hall, Evening Echo, 10 May 2017
128. ↑  “Further steps towards a European space policy”. 유럽 우주국 (European Space Agency). 2009년 2월 11일에 확인함.
129. ↑  Olympic Games 2004 – Congratulations from President Prodi, European Commission, 30 August 2004.
130. ↑  "While some fans of the European players in golf's Ryder Cup unfurl the flag of the European Union, many persist in waving their national flags despite the multinational composition of the European team." Alan Bairner, Sport, Nationalism, and Globalization: European and North American Perspectives (2001), p. 2. Rachman, Gideon (2006년 9월 22일). “The Ryder Cup and Euro-nationalism”. 《Financial Times》. 2008년 8월 17일에 확인함.
131. ↑  “Western European Union”. Flags of the World. 2009년 2월 11일에 확인함.
132. 1 2  “New flag imposed on Bosnians”. 《BBC News》. 2017년 4월 6일에 확인함.
133. ↑  “Bosnia and Herzegovina – The 1998 Flag Change – Westendorp Commission – The Choice”. Flags of the World. 2008년 4월 30일에 원본 문서에서 보존된 문서. 2009년 2월 11일에 확인함.
134. ↑  “Kosovo's fiddly new flag”. 《The Economist》. 2008년 2월 18일. 2009년 2월 11일에 확인함.
135. ↑  Quetteville, Harry de (2008년 2월 19일). “Kosovo will need more than a new flag”. 《The Daily Telegraph》. 2017년 12월 12일에 확인함.
136. ↑  “Un nouveau look pour la région Bruxelles-capitale”. 《brusselslife.be》 (프랑스어). 2016년 12월 23일에 확인함. [Sander Vermeulen ajoute :] "Quant aux couleurs, elles rappellent celles du drapeau de l'Union européenne dont Bruxelles est la Capitale"
137. 1 2  “Gewest gaat voor nieuwe vlag met hartjeslogo”. 《brusselsnieuws.be》 (네덜란드어) (Brussels). 2014년 12월 17일. 2015년 1월 1일에 확인함.
138. ↑  “flag of Kosovo”. 《Encyclopædia Britannica》. 2017년 12월 12일에 확인함.
139. ↑  “Towards a European Defence Union” (PDF). European Commission. 2019년 5월. 2019년 6월 29일에 원본 문서 (PDF)에서 보존된 문서. 2021년 5월 23일에 확인함.